# 因島

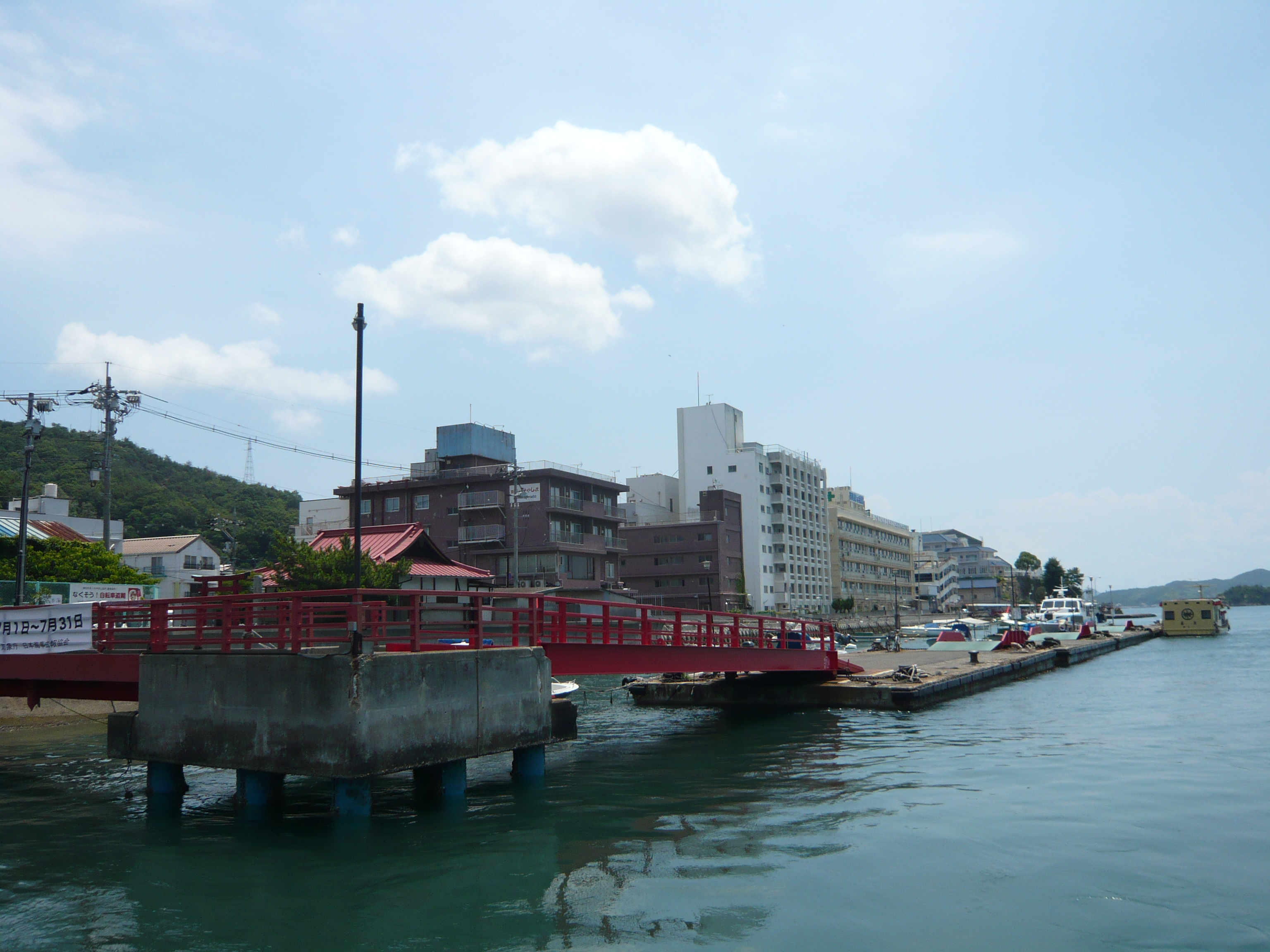
因島市の土生港

因島（いんのしま）は、広島県尾道市に属する島である。

## 地理
芸予諸島北東部に位置し、本州尾道から約17km南に位置する。島の北東側は布刈瀬戸を挟んで向島、南西側が生口水道を挟んで生口島となり、それぞれ因島大橋・生口橋で結ばれしまなみ海道を構成する。東側は横島、北西側が細島・小細島・佐木島で、すべて広島県。南側が長崎瀬戸を挟んで愛媛県上島諸島（弓削島・生名島・岩城島）にあたる。
面積35.03km2（2014年10月時点）。地質はほぼ花崗岩。気候は瀬戸内海式気候。最高峰は奥山390m。平地が少なく、山および丘陵地で構成されており、中央付近を斜めに横切る国道317号によって奥山系と青影山系の2つの山系で二分される。現在の平地の多くは古来は入江で近世からの塩田あるいは新田開発により土地が形成された。
因島は旧因島市域の中心であったが、市町村合併により現在は尾道市となった。島の中心は南西の土生町である。その西側対岸の生口島に因島洲江町・因島原町とあるが、これは旧因島市域であったことによるものである。
島の北側は”安芸地乗り”と呼ばれた古くからの瀬戸内海の主要航路であった。これは四国と大島の海峡である来島海峡が瀬戸内海有数の海の難所であったため、そこを避けるようにこの島近辺に航路ができたことによるもので、中世においては村上海賊（村上水軍）の拠点として、近世は廻船操業、近代以降は造船業と、船で栄えた島である。平地が極端に狭かったことから稲作は近代に入るまでほぼ行われておらず、古くは製塩が盛んであり、近代以降は丘陵地と温暖な気候を活かした商品作物、花や柑橘類の栽培が行われている。棋聖本因坊秀策が生まれた地であり、囲碁の島としても知られる。旧因島市はこの周辺の島嶼部において唯一市制施行したものであり、この島はインフラストラクチャーが充実し、周辺島々の中核を担っていた。

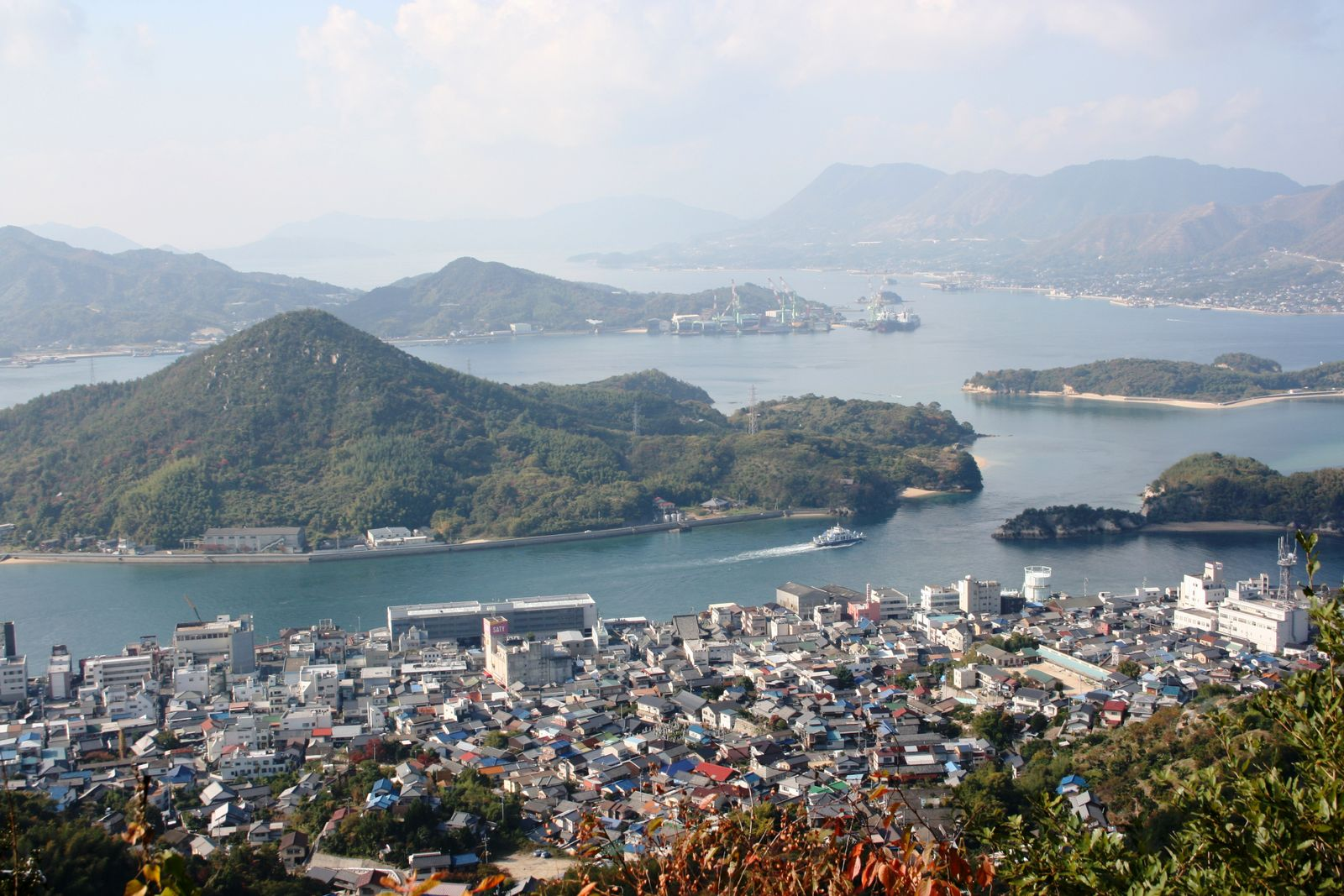
因島土生町
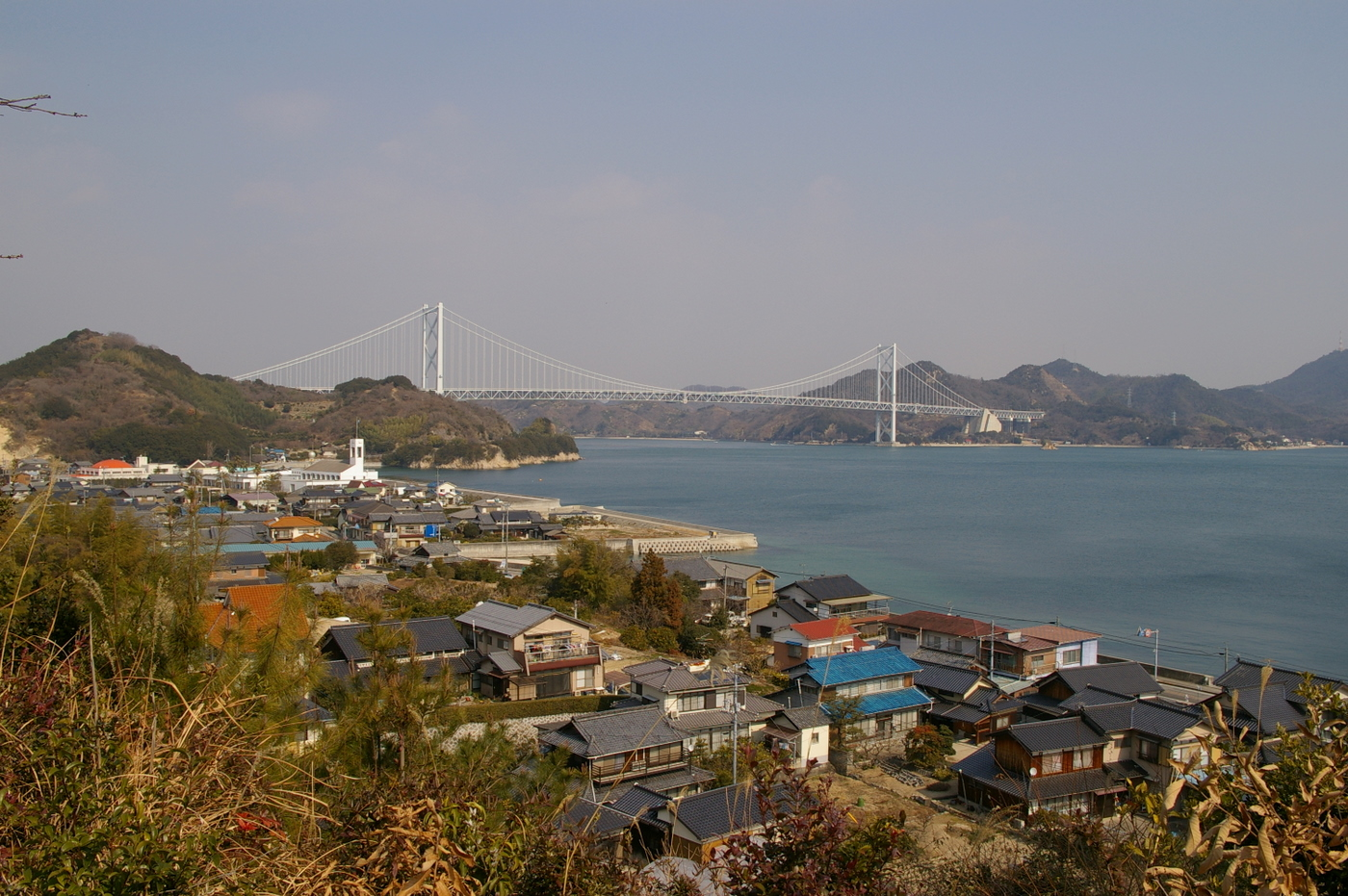
因島大浜町
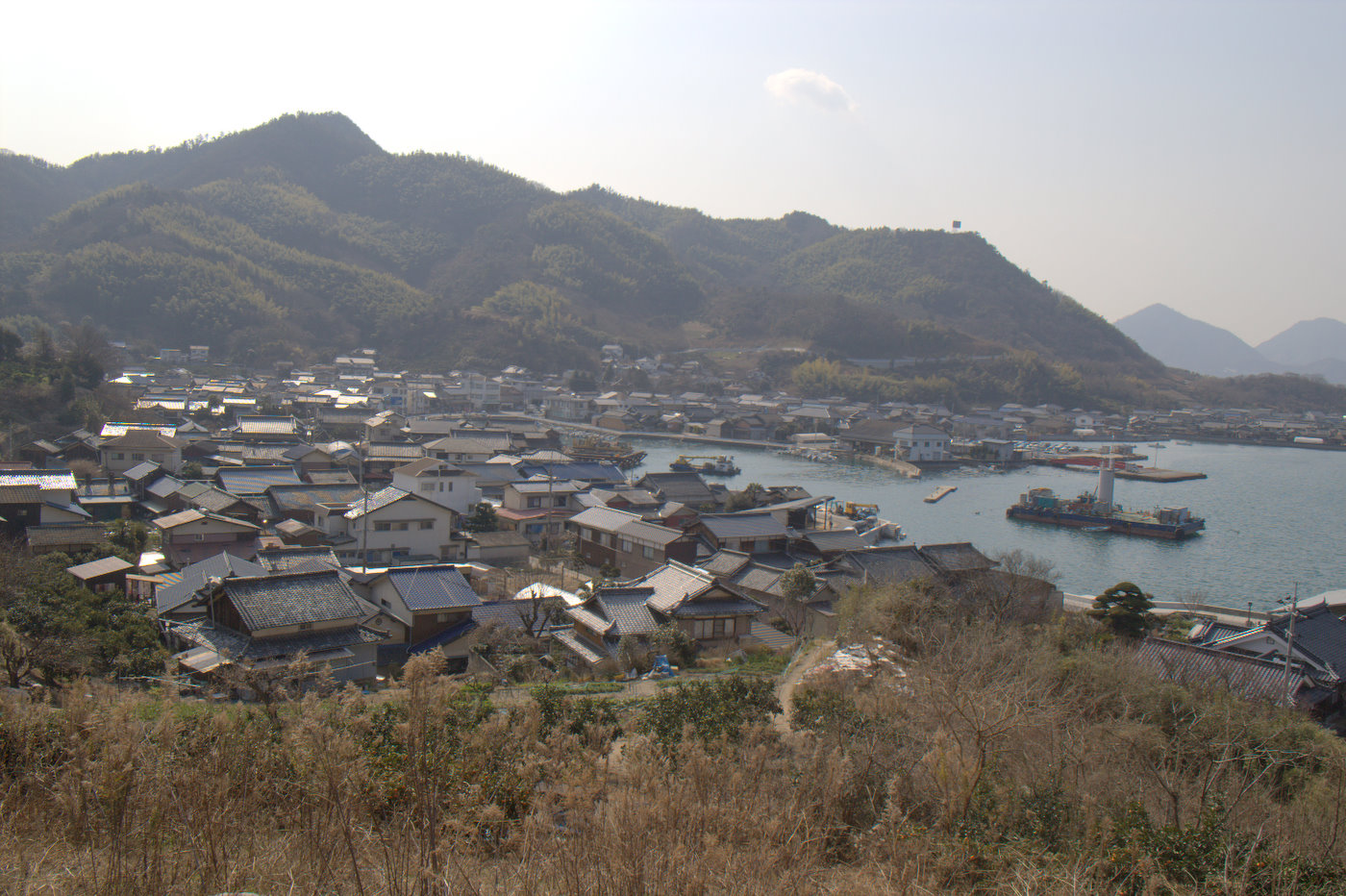
因島重井町
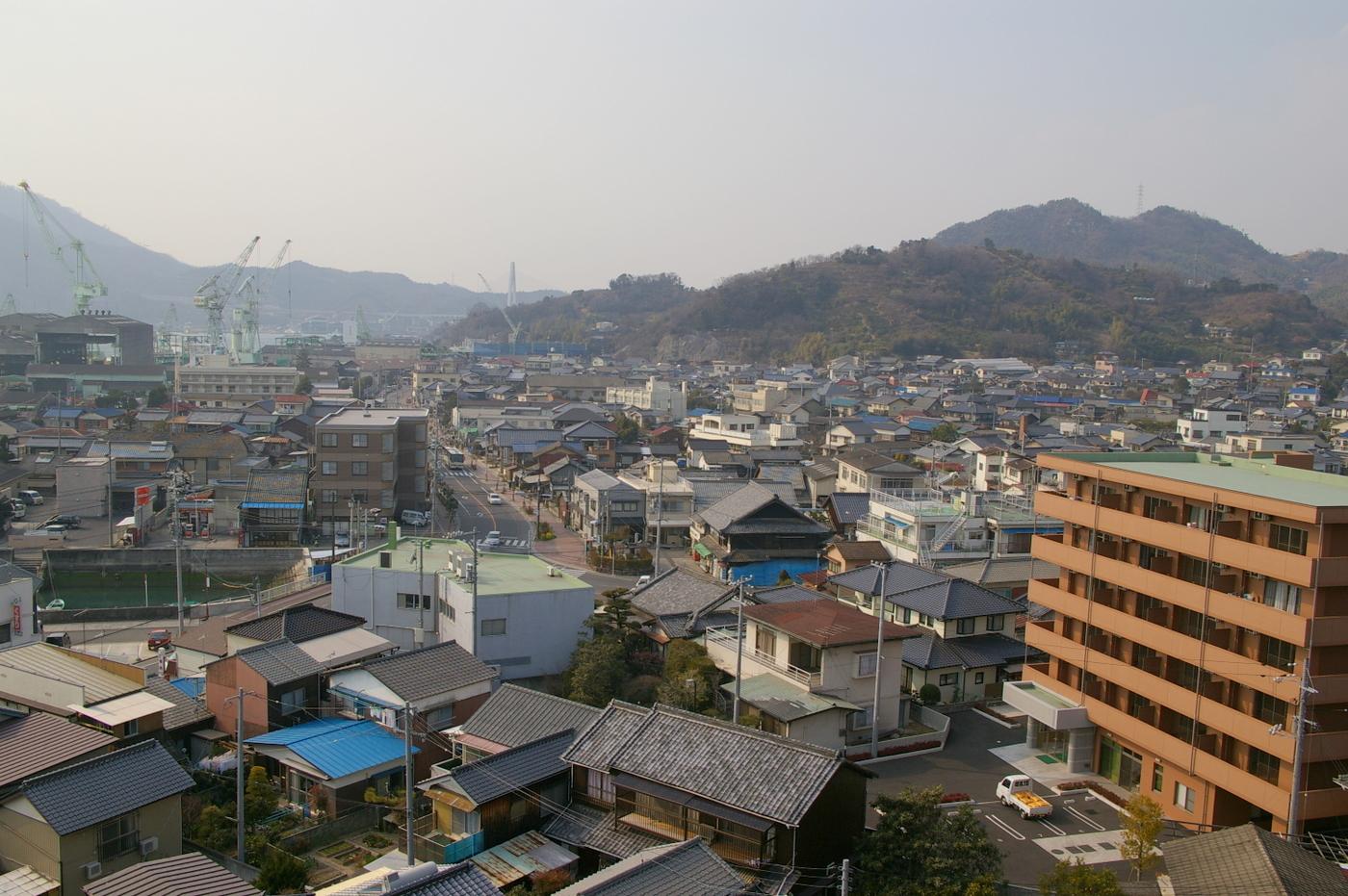
因島田熊町

## 歴史

### 古代
旧石器時代、瀬戸内海一帯は一つの平地で、この島は一つの丘であった。
大浜の尾道市史跡である大浜広畠遺跡は縄文後期から晩期にかけての土器が発見された遺物包含層であり、つまり古来からこの地には人が住んでいた。またこの遺跡では製塩土器が発見されており、つまり古代から塩作りが行われていたことを示している。
同じく大浜の因島第1号古墳は箱式石棺の古墳、島の南である三庄町の王子塚は半径7mの円墳であり、双方等も古墳時代のもので市史跡である。

### 由来
島の名の由来はいくつか伝承として残る。以下わかっている伝承を列挙するが、必ずしもこの順番で名前が変化したものではない。
- 斎島神社の由緒によると、神武東征の途中波浪のため難航した神武天皇は、大浜に船を止め寒崎山で数日間静まるよう祈願した。それから「斎島（いむしま）」と呼ばれるようになり、のち「隠の島（いんのしま）」に[13]。
- 因島（よりのしま）から「寄島（よりしま）」の字があてられたとするものもある[14]
- 「隠の島」 - 本州側から見ると向島・岩子島・細島・佐木島によって隠されているので「隠の島」に、のち「因の島」に[15]
- 「院の島」 - 後白河院の荘園だったことから「院の島」に、のち「因の島」になった[14]

精度の高い資料での初出は、『日本三代実録』での元慶2年（878年）12月15日条「授備後国無位隠島神従五位下」。訓みの初出は、承平年間（931年から938年）に成立した『和名類聚抄』で「印乃之末（いんのしま）」。因島の文字は建久2年（1191年）長講堂領の目録には遅くとも出てきている。明治22年（1889年）町村制施行後、「因島（いんとう）」とも呼ばれていた。

### 荘園時代
平安時代末期から鎌倉時代にかけて、後白河院そしてそれに連なる人物の荘園となっている。年貢は塩であった。鎌倉中期の記録によると三津荘・（因島）中荘・重井荘と3つに分かれており、地頭は北条氏がすべて独占し得宗領であったと考えられている。
建武の新政前後である元弘3年（1333年）、後醍醐天皇は地頭職を浄土寺に与え、以降寺領となる。この時代、浄土寺のある尾道は交易港として発展した時期で、因島で取れる塩や栗などの特産物を取引しており、寺領となったことで尾道の商業圏として確立したと考えられている。ただ鎌倉末期のこの時期、島内は混乱していたことから浄土寺の支配は及んでおらず、建武3年（1336年）足利尊氏が所領を安堵したことにより浄土寺荘園として機能するようになる。建武5年（1338年）尊氏は京都東寺に寄進し、以降東寺荘園となった。ただこの時代までのこの島には、寺自体は全く存在していなかった。
南北朝時代から室町時代初期にかけては蒲刈小早川氏が進出してくる。南北朝時代、西隣の生口島とともにこの地は南朝方が支配していたが高山城を拠点とした北朝方の小早川氏が伊予に攻める途中に攻略し、椋浦の一ノ城を拠点として康永3年（1344年）から応永年間（1394年から1427年）まで支配した。
因島村上氏の名前が出てくるのも同じ頃である。鎌倉末期、この地の開発領主上原祐信が元弘の乱での六波羅探題攻めに参加した際に一族郎党の多くが戦死したため上原氏は絶家してしまったことに端を発し、伊予を拠点としていた南朝方の今岡通任がこの地を横領し北朝方に転身した。そのため、南朝方は天授3年（1377年）長慶天皇の綸旨を受け村上師清が通任を討伐し、その三男である村上顕長が本主を継承した、と伝えられている。この顕長が因島村上氏の祖であると言われている。また敗れた今岡氏（河野氏系）の子孫はそこから1字ずつとった岡野姓を名乗り田熊を中心に住み現在まで至っていると言われている。

### 因島村上氏

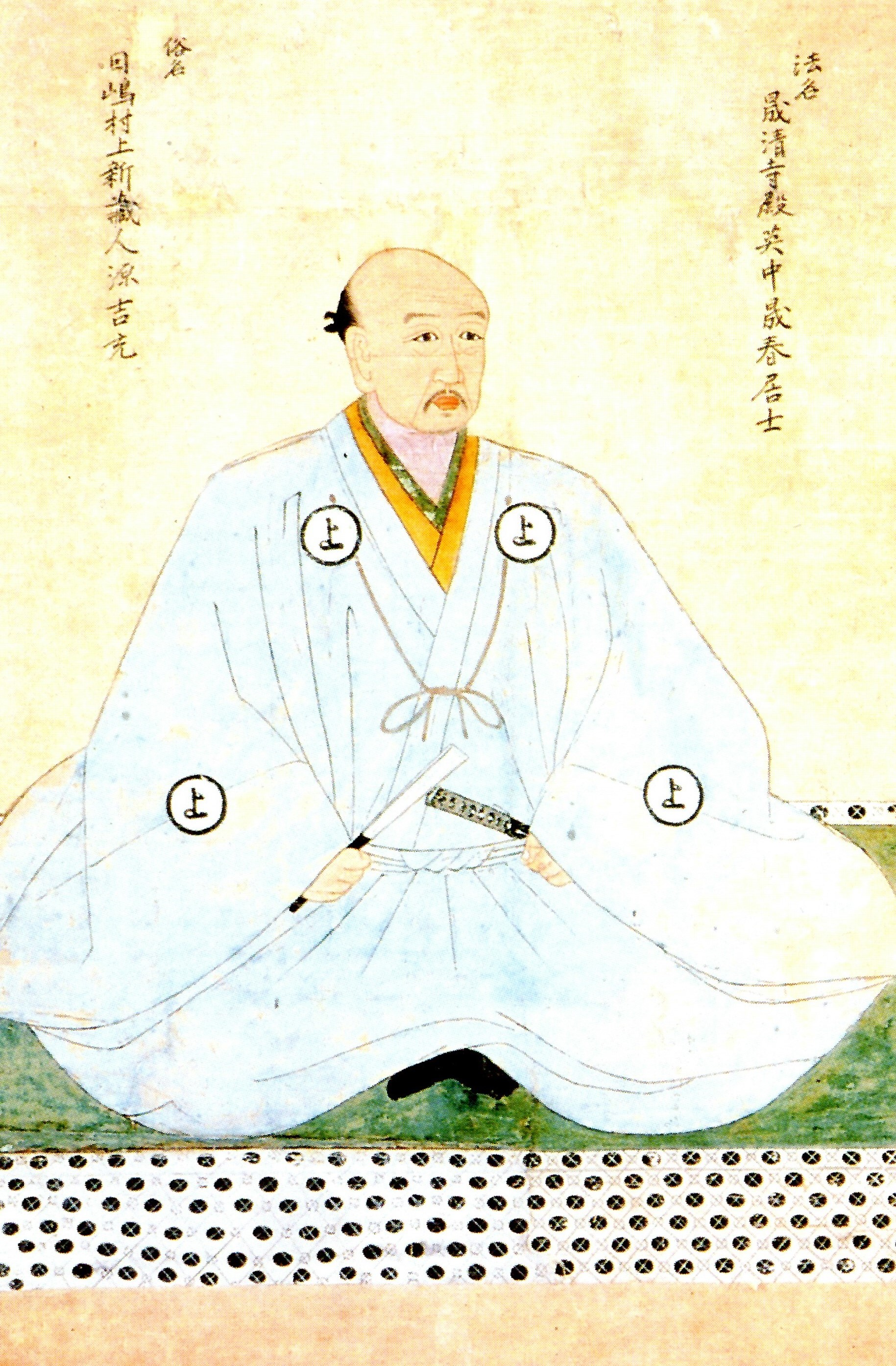
村上吉充肖像（金蓮寺所蔵）

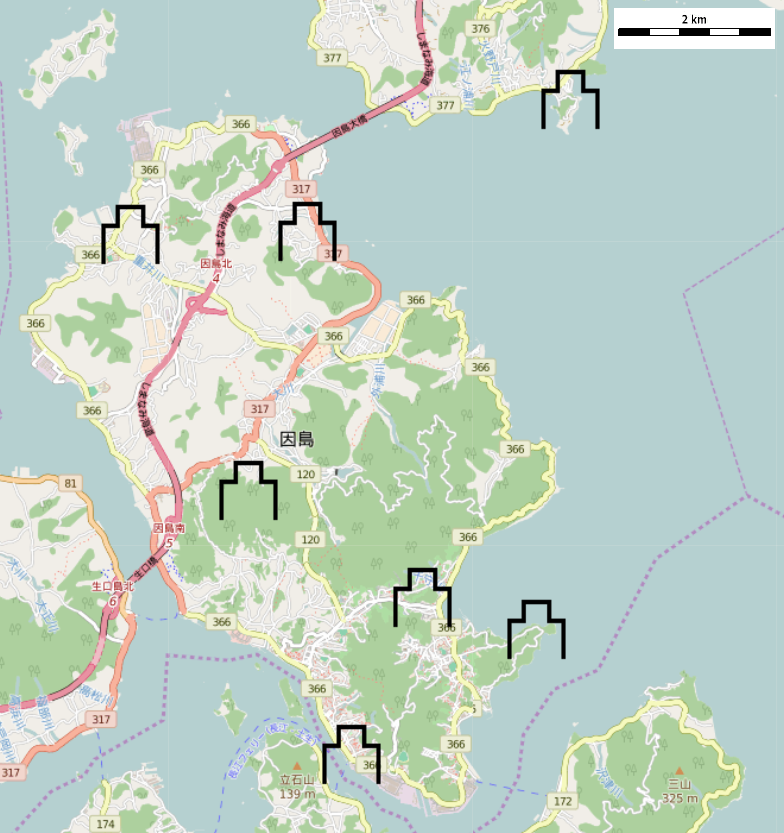
上から順に、青木（左）、幸崎（右）、青陰、千守、美可崎、長崎。北側の向島の城は余崎城で一時期本城としていた。

中世南北朝時代から室町・戦国時代にかけて、この島は因島村上氏の拠点となる。因島に定着した正確な時期は上記の伝承ではなく確実な記録上では不明で、宝徳元年（1449年）には中庄に定住していたことがわかっている。
彼らはこの南である伊予の能島・来島を拠点とした勢力とともに三島村上氏と呼ばれ、芸予諸島周辺海域の舟運を取り仕切った海賊衆である。ルイス・フロイス『日本史』にはその中の総領家である能島村上氏にまつわる記述がある。
なお水軍という言葉は当時は存在しておらず後の研究者が名付けたものであり、現在ではフロイスを参照し「海賊」呼称と併用する傾向にある。
フロイスは通行する船から闇雲に金品を強奪する海賊としているが、実態はいわゆる水先案内人であったと現在では考えられている。この周辺は南北に大小様々な島が連なり干満で潮の流れが激変し、更に伊予側の来島海峡は現在でも最大で10ノット（約18km/h）の急潮と古来からの海の難所であったため、三島村上氏が水先案内人として航行の手助けをし”警固料”と呼ぶ通行料をとり、彼らのルールに従わないものには武力を用いたのである。三島村上氏は当初小勢力に過ぎなかったが次第に勢力を拡大し周辺海域の海運を掌握していく。その中で因島村上氏は本州側の主要航路である”安芸地乗り”を抑え、航路周辺に海城や見張り台を構築していき、その付近の岩礁には船の係留場所が設けられ、海岸部では平地を埋め立て兵站および生活拠点を形成していた。そこには海産物の加工場や、造船および修理場もあったことがわかっている。また菩提寺として金蓮寺（島で最初に建立された寺である）を建立するなど、文化人としての顔も持ち合わせていた。
因島村上氏と他の三島村上氏との大きな違いは、早くから山陽側の大名と結びついていき、所領を持っていたことである。日明貿易の頃には因島村上氏村上吉資は備後守護大名である山名氏に取り入り遣明船の警固衆つまり護衛を命じられている。またこの島の西側は小早川水軍の縄張りであり小早川氏とも関係を深めていき、村上吉充の時代である天文24年（1555年）厳島の戦いの際には小早川水軍とともに毛利氏に加勢し、この勝利により北側の向島の所領を与えられた。現在因島水軍城に展示されている室町時代末期作の軽武装用鎧”白紫緋糸段威腹巻 附兜眉庇”は吉充が小早川隆景より拝領したと伝わっている。以降毛利氏の下につき（毛利水軍）、防長経略・門司城の戦い・第一次木津川口の戦いなどに従軍した。
以下、因島にある因島村上氏関連の主な城址を列挙する。村上氏と関係ないものも含めこれ以外にも城址はある。また他の島にも因島村上氏の城があるがここでは記載を省略する。
- 青木城跡 : 重井、県史跡。本城。
- 幸崎城跡 : 大浜、市史跡。村上吉房の居城。
- 青陰城跡 : 中庄・田熊、県史跡。重臣・救井義親の居城。
- 千守城跡 : 三庄、市史跡。旧小早川氏居城、後に村上氏の篠塚貞忠の居城。
- 美可崎城跡 : 三庄、市史跡。警固料を徴収した金山亦兵衛康時が城番を務めた。
- 長崎城跡 : 土生、県史跡。因島に最初に構えた城。

縄張りの最大範囲は、東端が現在の福山市域になる走島周辺で、田島・百島には城があった。南側は弓削島・岩城島・生名島にも支配権が及んでいた。西側は生口氏（小早川氏系）が支配していた生口島であるが、生口島の南側一部を一時的に支配していた。
豊臣秀吉による天下統一後の天正16年（1588年）に出された海賊停止令により、海賊（水軍）勢力としての村上氏は解体された。

### 近世
江戸時代、この地は広島藩領となる。
近世初期に西廻海運が確立し北前船などの廻船によって交易網が確立すると、島では交易品として塩が取り扱われ、周辺には商人によって塩田が開発されていき、浜旦那と呼ばれる塩田地主・経営者が誕生した。当時の島の代表的な塩田としては、重井に”重井浜”、土生に”金山浜””赤松浜”、椋浦に”文久新開浜”とあった。
また、近世初期まで米の自給がままならなかったこの島に、正徳3年（1713年）下見吉十郎によってサツマイモが持ち込まれると、以降近代まで主食となっていった。
一方で近世中期になると、海賊の心配がない泰平の世となったことに加え操船技術の向上により、それまでの主要航路だった山陽側の”地乗り”から瀬戸内海中央部を航行する”沖乗り”が主流となっていく。つまり島の北側から島の南側に主流航路が移っていったことになる。『芸藩通志』に書かれた文政元年（1818年）での島内各地域別の船数と積石高によると、船数で見ると土生・三庄が飛び抜けて多く、積石高で見ると椋浦・三庄が飛び抜けて大きいことから、島の南側が中心であった事がわかる。これら因島廻船は御用米の運搬に従事し、広島藩の台所と言われた尾道から大阪あるいは西廻海運に沿って北陸・東北から北海道松前まで輸送を行っていた。『芸藩通志』の一船あたりの積石高で見ると圧倒的に椋浦、つまり椋浦廻船の実力が抜けており、藩内トップで全国的に見ても上位に位置していた。椋浦には当時の常夜灯が現在も残っている。ここで生まれた船乗は近代に入ると高等船員となった。

### 近代以降
廃藩置県後、広島県御調郡となる。

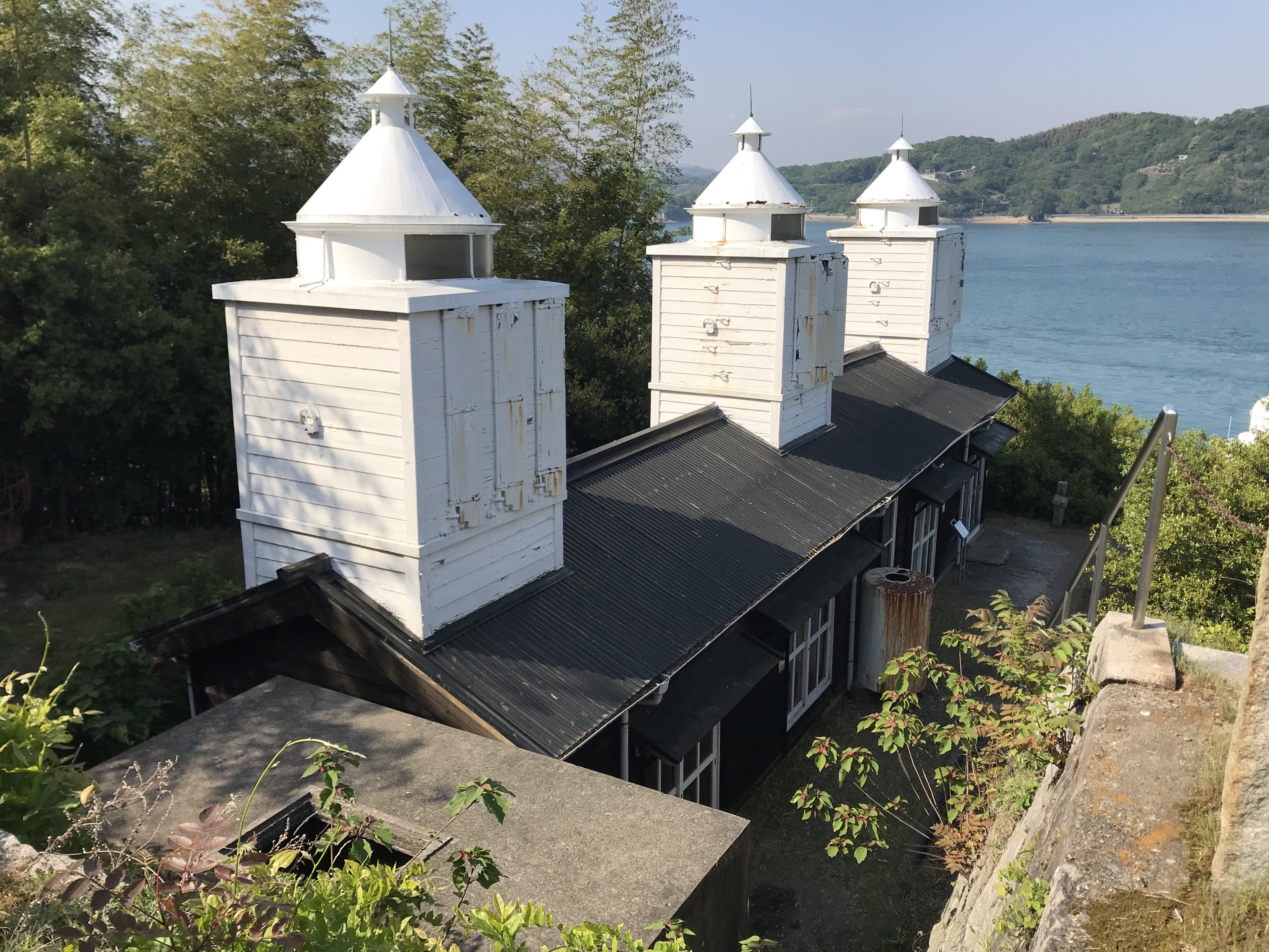
大浜埼灯台記念館

近代に入ると機帆船の登場と鉄道(山陽本線）の登場により物流も変わったため、江戸時代に栄えた瀬戸内海の港町は中継港としての存在意義はなくなり廃れていくことになる。ただ機帆船にとっても来島海峡は航行困難であったため、その副航路として北側を大きく迂回し因島の北側を通る”三原瀬戸航路”が整備された。この航路は行き足の遅い船が多く航行し海難事故が多発したため、1894年（明治27年）には島の北端に船舶の位置と潮の流れを知らせる大浜埼船舶通航潮流信号所が造られた。そして来島海峡などで発生した船のトラブルに対応するため、近代的な造船所も開設された。特に因島は廻船操業で培った和船建造技術が近代造船業に結びついていった。
因島での造船業は1896年（明治29年）に創業した土生船渠合資会社から始まる。日露戦争による戦争景気で潤ったものの終戦後不況となり幾つかの造船所は閉鎖、この時に大阪鉄工所のちの日立造船がこの島に進出することになる。大阪鉄工所含めた大小の造船所は第一次世界大戦での大戦景気による造船ブームの中で発展し、国内有数の造船量を誇るようになる。島の人口は職工によって増大しそれに伴って商工業も発展し、それまで農業中心だった島は造船の島へと変貌を遂げた。大阪鉄工所のあった土生は島の中心となった。当時島には鈴木商店出張所や第六十六国立銀行代理店もあった。因島総合病院は大阪鉄工所開業と同時期に開業し、現在でもこの島嶼部周辺の医療を支えている。こうした環境の中で技術屋の久保田権四郎や任侠の麻生イトが生まれた。
商品作物の栽培が始まったのは近代初期からである。まず柑橘の栽培が始まり大正時代には主要産物となり、除虫菊が植えられた。これらも第一次世界大戦での戦争景気と大阪鉄工所の影響で販路を拡大していった。
そして大戦後の戦後恐慌による造船不況を経て造船所は再編され、太平洋戦争中には軍需工場となった造船所へ因島空襲が行なわれた。戦後も好不況による造船業の栄枯は島の経済に大きく影響を与えた。
1953年因島市として市制施行。
1983年因島大橋開通により本州側と、1991年生口橋開通により生口島と陸続きとなり、1999年しまなみ海道が開通した。これにより交通利便性の向上の他にも、島嶼部の救急医療や災害対策・観光振興とポジティブな側面が増えた一方で、通行料金の問題や生活の足だった航路の廃止などネガティブな側面もある。
平成の大合併の際には、広島県豊田郡瀬戸田町や愛媛県越智郡上島町との周辺島々との越県合併「しまなみ市」構想が模索されていたが実現せず、2006年に尾道市に編入された。

## 風景

### 造船

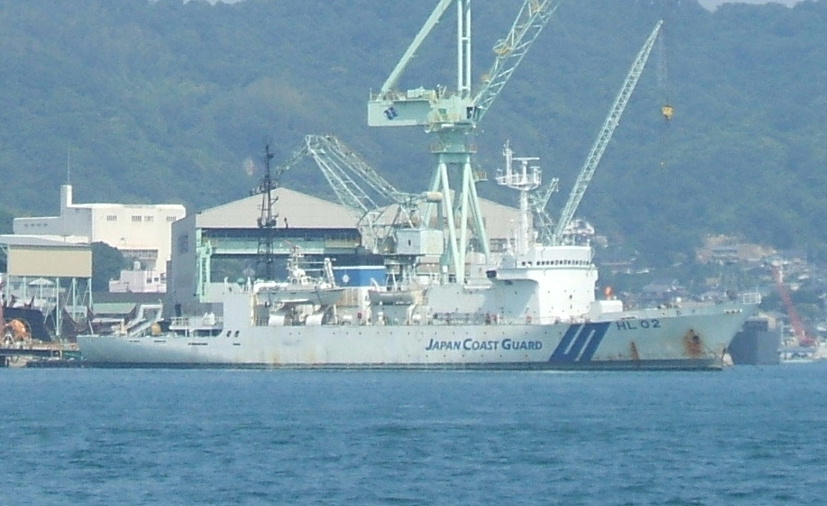
内海造船因島工場

近代以降の島の主幹産業は造船業である。戦争景気や高度経済成長などの好景気での”造船ブーム”により島は潤う一方で、不況の影響を受けやすく”島が沈む”とまで言われた。近代以降の島の経済を支えた日立造船も、現在では造船業界再編の波に飲まれている。以下、2013年現在の主な造船所を列挙する。
- 内海造船
- 三和ドック
- 石田造船
- ジャパン マリンユナイテッド
- 田熊造船所

1991年には因島技術センターが開所し、造船技術の継承も積極的に行っている。
また日立造船が造船不況対策として起こしたものの一つに日立造船バイオがあり、ここで研究されていたトチュウが「因島杜仲茶」としてブランド化された。

### 村上水軍

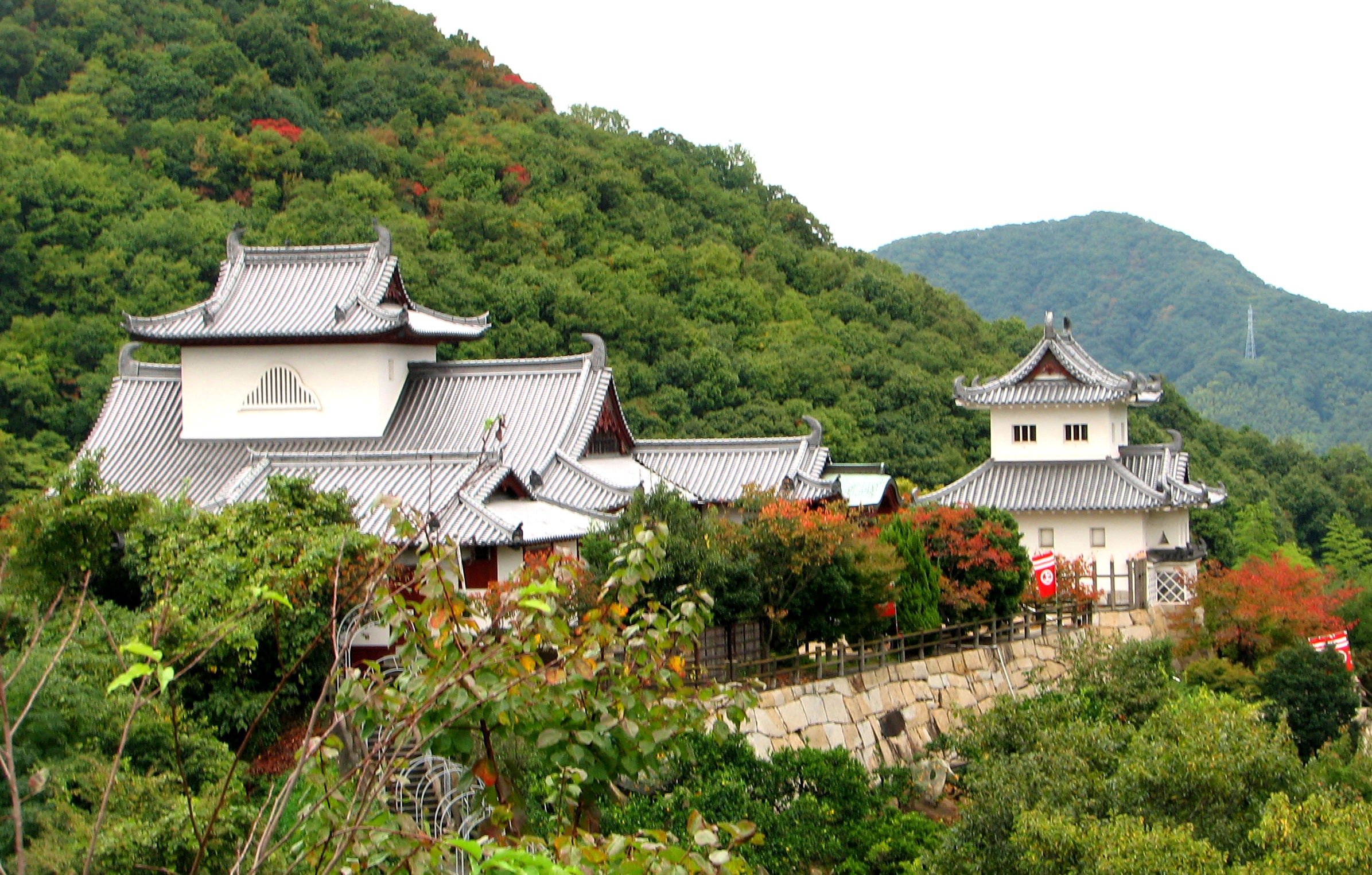
因島水軍城。建物自体は城郭風建築物。因島村上氏の貴重な文化財が展示されている。

因島では村上水軍をテーマに観光展開している。これは旧因島市が造船不況を受けて島の産業を転換、1989年から水軍と花をテーマに観光業に力を入れてきたことによる。因島水軍城や因島水軍まつり、水軍料理などである。
2010年代に入りにわかに活気だっている。きっかけは2014年和田竜『村上海賊の娘』が本屋大賞を受賞、同年にNHK大河ドラマ『軍師官兵衛』が放送され、2つともちょうど第一次木津川口の戦いを扱った点で重なったことであった。また同年には愛媛県今治市村上水軍博物館10周年記念として、三島村上氏の末裔が440年ぶりに顔を合わせるイベントがあった。こうしたの中で尾道市と今治市が共同で作成したストーリー案「“日本最大の海賊”の本拠地：芸予諸島－よみがえる村上海賊“Murakami KAIZOKU”の記憶－」が2016年日本遺産に認定された。

### 除虫菊

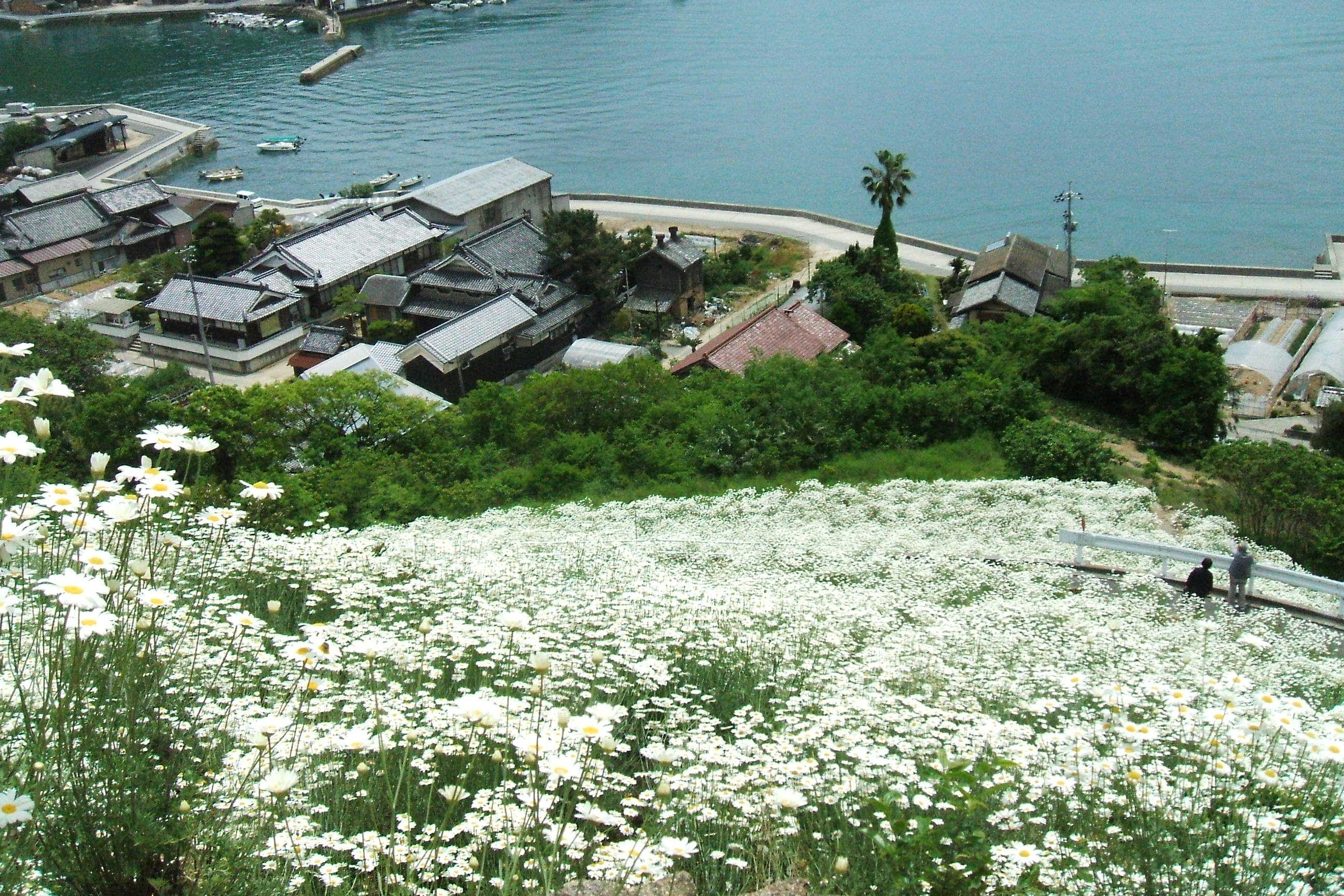
因島北部・重井港と除虫菊

かつては除虫菊（シロバナムシヨケギク）の一大産地で、旧因島市の市花であった。
外来種の除虫菊が日本に導入されたのが明治初期、この地方で栽培が始まったのは明治22年（1889年）頃上山英一郎によって向島でのことで、明治30年（1897年）頃から重井で栽培が始まった。村上勘兵衛らの尽力により大正になって普及が進み、第一次世界大戦によって輸入殺虫剤が途絶えると除虫菊の需要は高まった。これは太平洋戦争時にも同様であった。
大正9年（1920年）の記録では広島県の生産額は北海道に次いで二位を占めていた。因島での全盛期の作付面積は350ha 。ただ戦後になるとピレトリンが化学合成されるようになったため作付は激減し、因島においては昭和52年（1977年）時点で1haにまでになった。
現在のものは観光用に栽培されている。また1989年旧因島市が水軍と花をテーマに観光展開しだした際に因島フラワーセンターができ、園内には「村上勘兵衛翁詩碑」ができた。

### 柑橘
因島の柑橘栽培は明治30年代に様々な種が植えられ、大正初期には産業として発展した。特筆すべき事として、ハッサクと安政柑の原木はこの島の田熊で生まれたことである。一説にはこれに村上水軍が関係しているという。彼らは海外も含め広い範囲で交流があり、島には様々な果物が持ち込まれ、その種が実生し自然交配を繰り返したことによりこれらの雑柑が生まれたという説がある。
柑橘の栽培と販路が広がった理由に他の要因に絡むものがある。例えば、第一次世界大戦終了とともに殺虫剤の輸入が再開したため因島の除虫菊需要が暴落したことが原因でみかん代を渋る問屋が出てきたことから、出荷組合の創設が進められた。船員や日立造船などの工員が島の珍しい果物としておみやげで買っていったことが、ハッサクの販路拡大に繋がったという。

### 囲碁

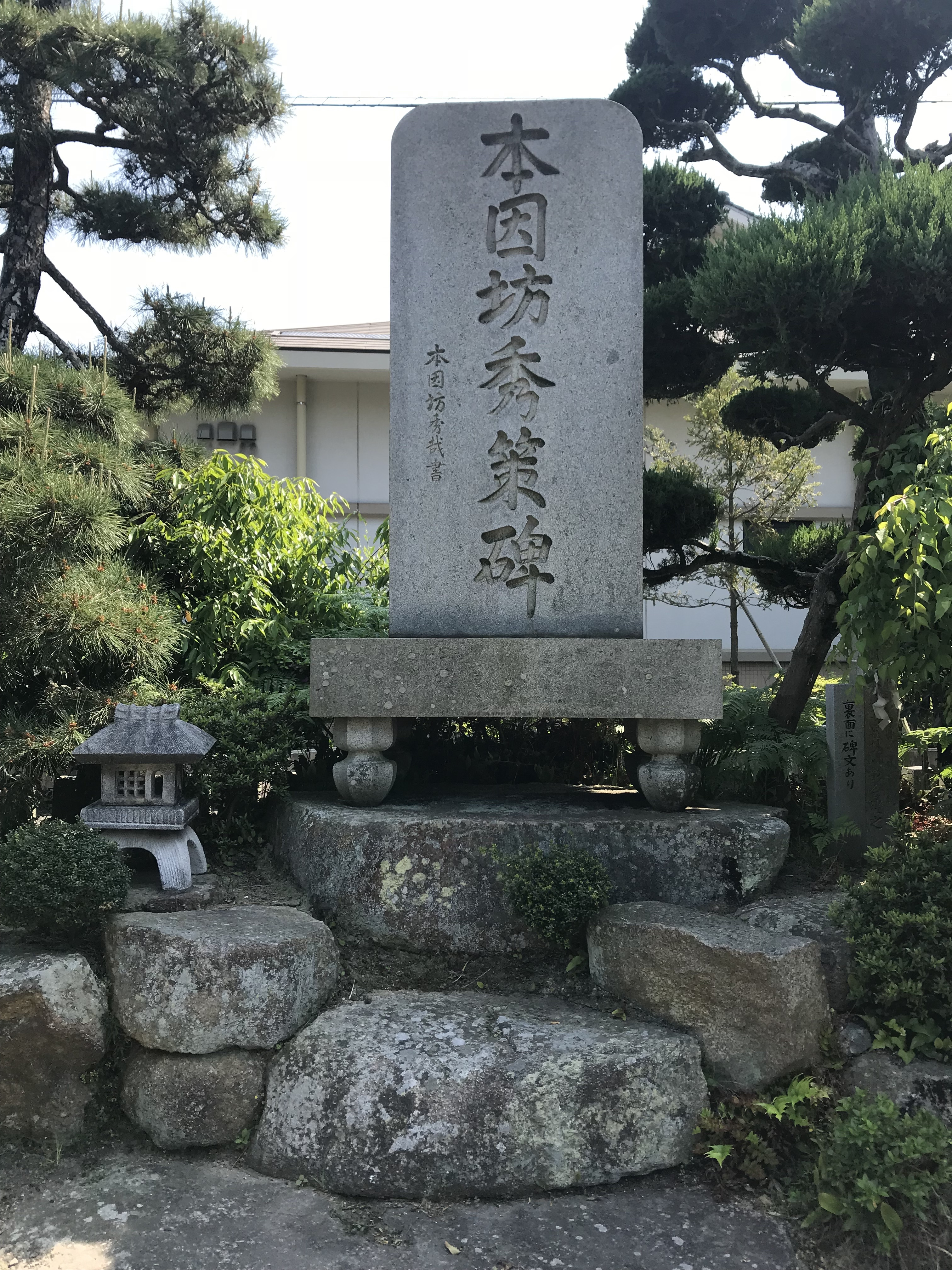
本因坊秀策碑

1997年、因島市は棋聖本因坊秀策やアマ四強村上文祥がこの地で生まれたことから、町おこしの一環として囲碁を市技として制定した。これに『ヒカルの碁』と2004年秀策が囲碁殿堂に顕彰されたことが囲碁ブームに火をつけることになる。2006年因島市は平成の市町村合併により尾道市と合併消滅するが、尾道市もこの普及を引き継ぎ囲碁を市技とした。
2007年合併記念事業として秀策の生家復元と資料展示が決まり、2008年本因坊秀策囲碁記念館が開館した。石切風切神社には、1926年建立された本因坊秀策碑がある。また地蔵院には秀策の墓が現存する。

### 伝承その他

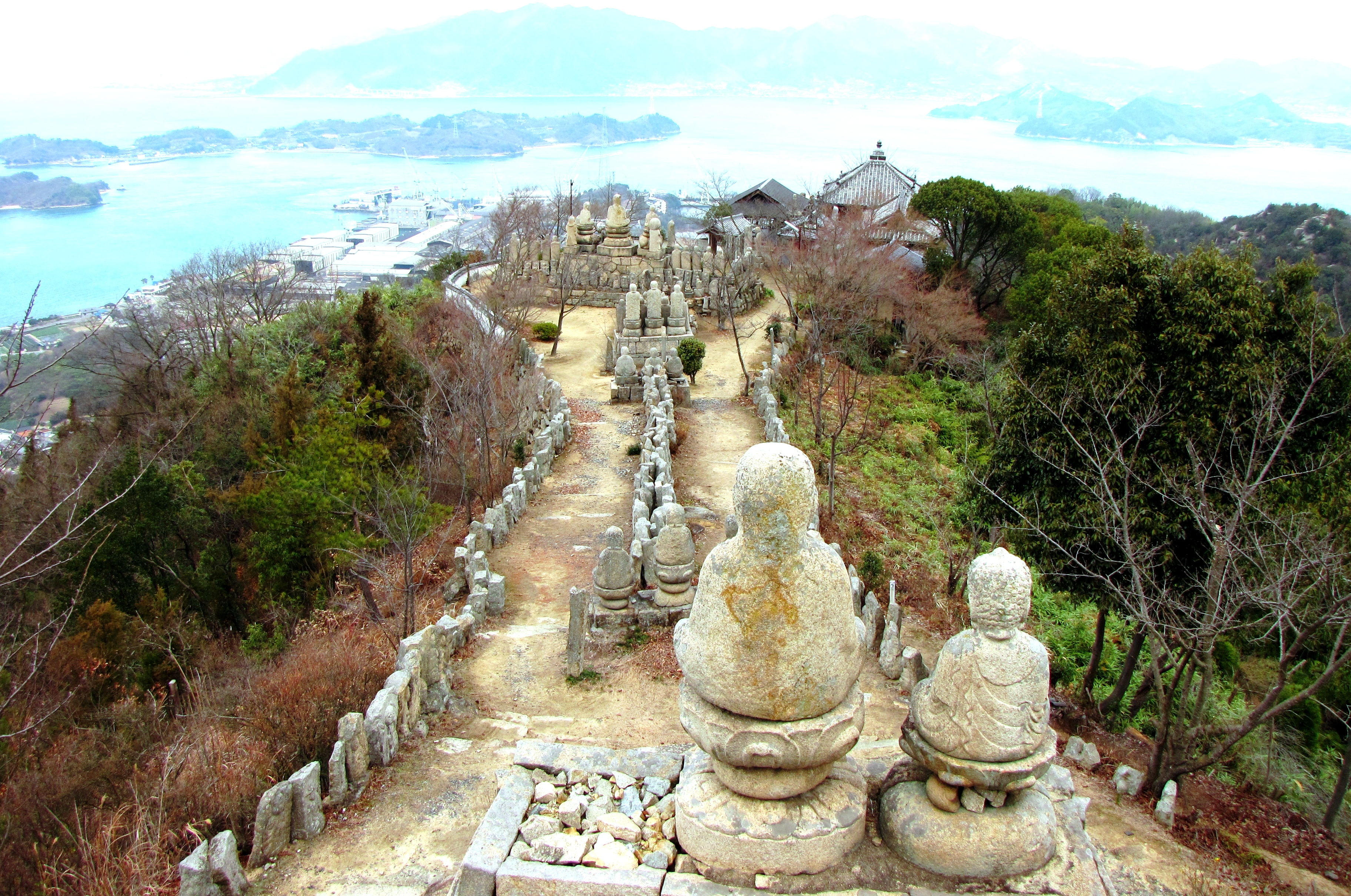
白滝山五百羅漢

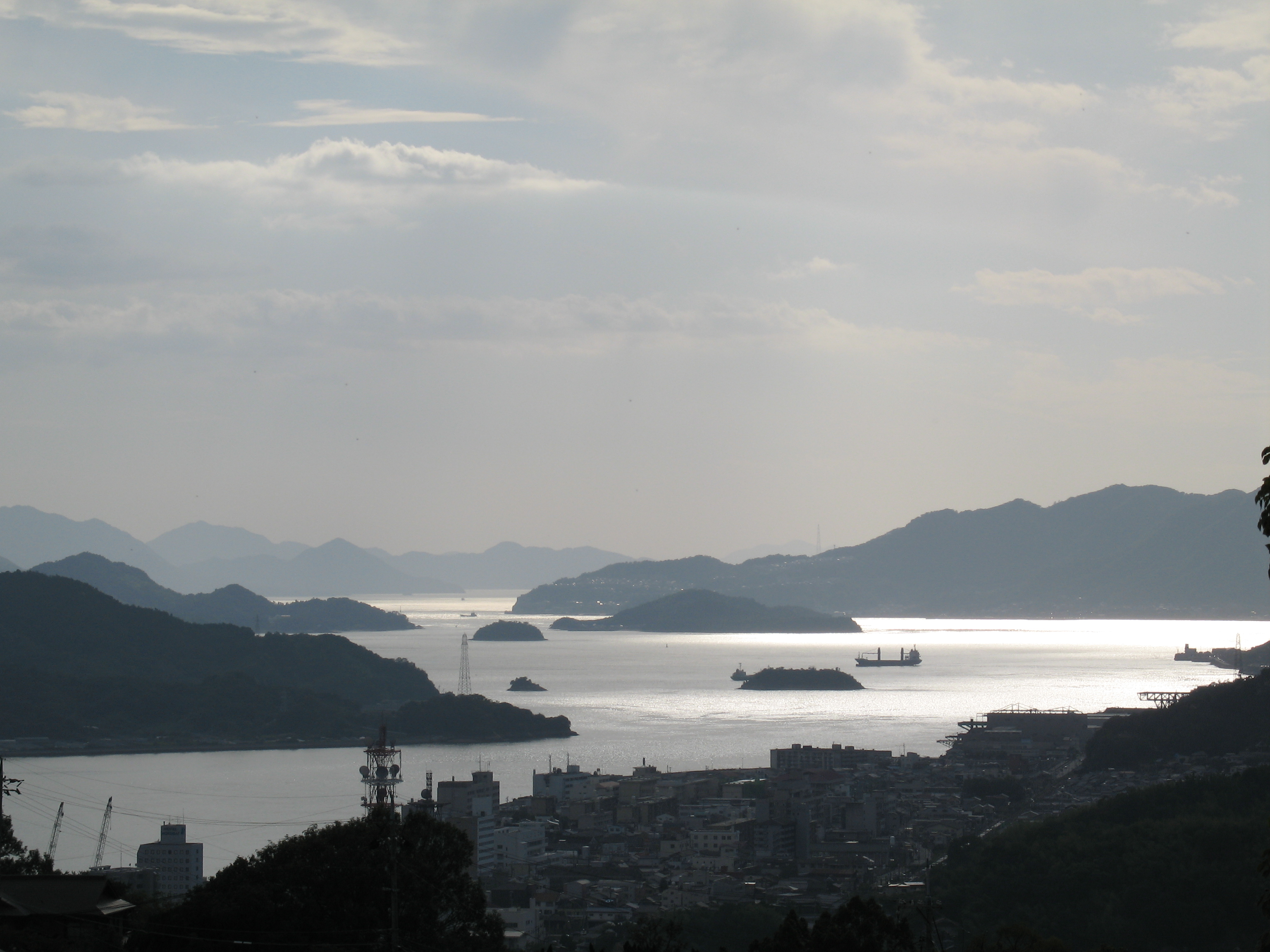
細ノ洲が付近に存在したとされる三原市の「鯨島」と尾道市の岩子島。

島の北側にある白滝山は、標高226.9mで山頂は因島大橋を見下ろせる。この山頂から参道にかけて五百羅漢の石仏が点在する。
作られたのは江戸時代後期、一観教の創始者・柏原伝六とその弟子たちによるものである。伝六は因島出身の仏道修行者で、悟りを開き儒教・仏教・神道・キリスト教を融合した一観教を開き、信者は一時期1万人を超えたという。そして信仰として白滝山に五百羅漢を作っていき1827年（文政10年）頃3年かけて完成した。この中には十字架観音あるいはキリシタン観音と呼ばれる石像があるのは一観教にキリスト教観が含まれていることを意味している。これらを掘っていた際に多くの参拝者を集めたことから、一揆と危惧した広島藩は伝六を厳しく取り調べ、誤解が解け伝六は解放されるもすぐに死んでしまったという。
細ノ洲
今川貞世による『道ゆきぶり』などに記録された、因島の北側に位置する尾道水道の東端にあった周囲数百メートルの小島（干潟）であり、干潮になると海面に露出していたとされる。三原市の「鯨島」と尾道市の岩子島と細島の付近にあったとされ、当時はこの様な干潟が周辺に点在していたとされる。
「鯨島」と岩子島はそれぞれ、かつてこの海域にクジラとイワシが毎年回遊していた事に因んで命名されたとされており、因島にも捕鯨の様子を描いた絵馬が残されていることからも、因島の一帯はヒゲクジラ類が回遊や育児に利用していた可能性がある。岩子島厳島神社による管絃祭は岩子島と鯨島を舞台としており、鯨島にクジラが現れるのは鯨島の神の力による為であったという伝承も残されている。

## 観光・文化

### 文化財

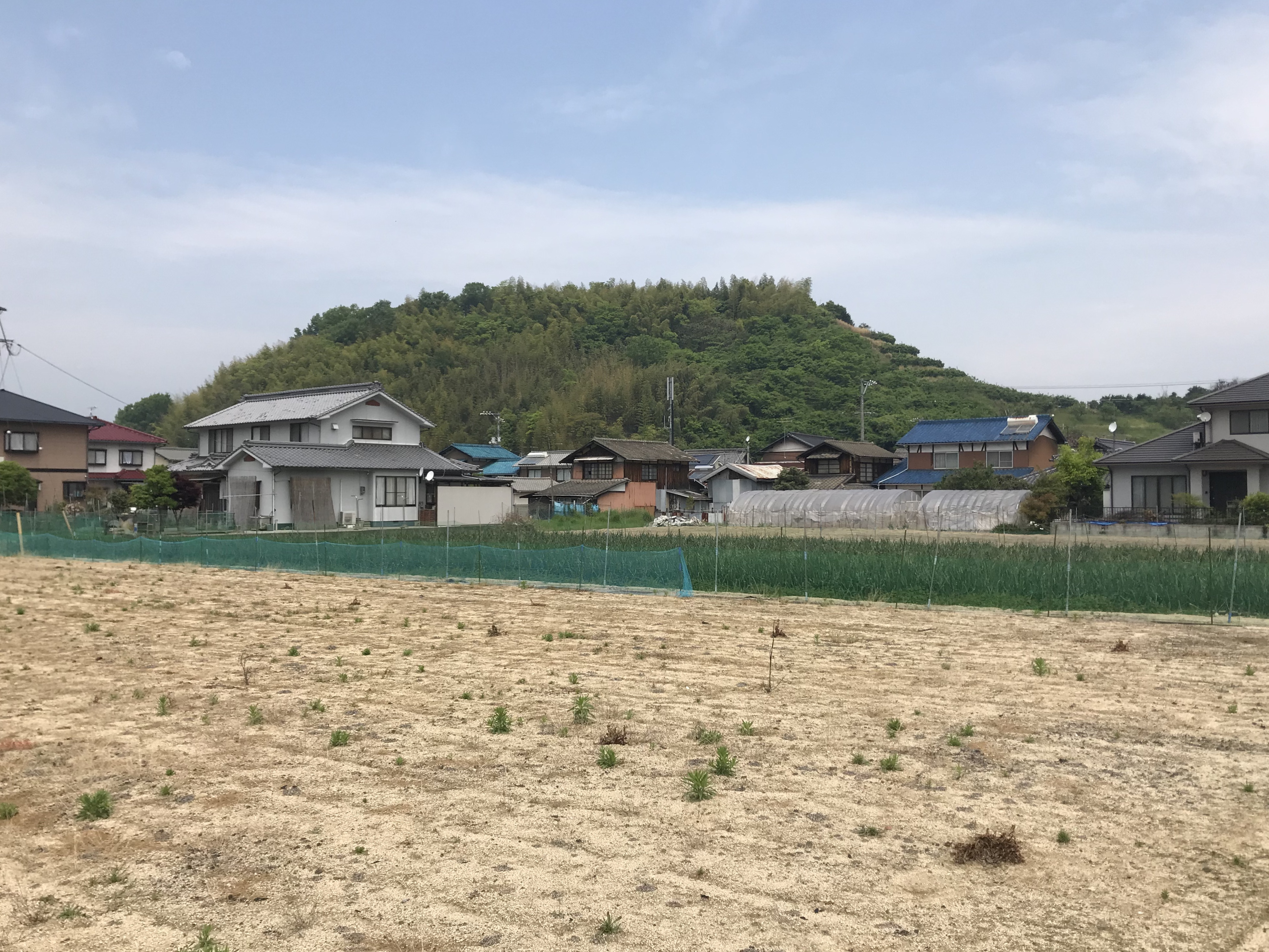
南側から望む青木城跡のある山。山頂左側に旧城跡がある。

以下、国・県の文化財登録されているものを列挙する。
県の重要文化財
- 因島水軍城蔵
  - 白紫緋糸段威腹巻
  - 紙本墨書因島村上家文書
  - 金蓮寺在銘瓦
- 旧大浜埼通航潮流信号所

県の史跡
- 長崎城跡
- 青木城跡
- 青影城跡

県の天然記念物
- 鏡浦の花崗岩質岩脈

県の無形民俗文化財
- 椋浦の法楽おどり
- 中庄神楽

国の登録有形文化財
- 白滝山荘

## 交通

### 道路
西瀬戸自動車道（しまなみ海道）の因島北インターチェンジと因島南インターチェンジがあり、因島大橋で向島と、生口橋で生口島とつながっている。
因島北インターチェンジは尾道方面、因島南インターチェンジは生口島方面へのハーフインターチェンジであり、両インターチェンジ間での利用はできない。
因島大橋の上側は自動車専用道、下側にはバイク・自転車専用道が通っている（通行料50円）。
土生港や因島北インターチェンジなどから福山駅や尾道駅行バスが通っている。所要時間は尾道駅は約40分-50分、福山駅は約60分-70分（道路状況による）。
西瀬戸自動車道（しまなみ海道）
（尾道・向島方面） - 因島大橋 - 大浜PA（因島大橋バス停） - 因島北IC（尾道方面出入口） - 重井BS（因島重井） - 因島南IC（今治方面出入口） - 生口橋 - （生口島・今治方面）

### 航路

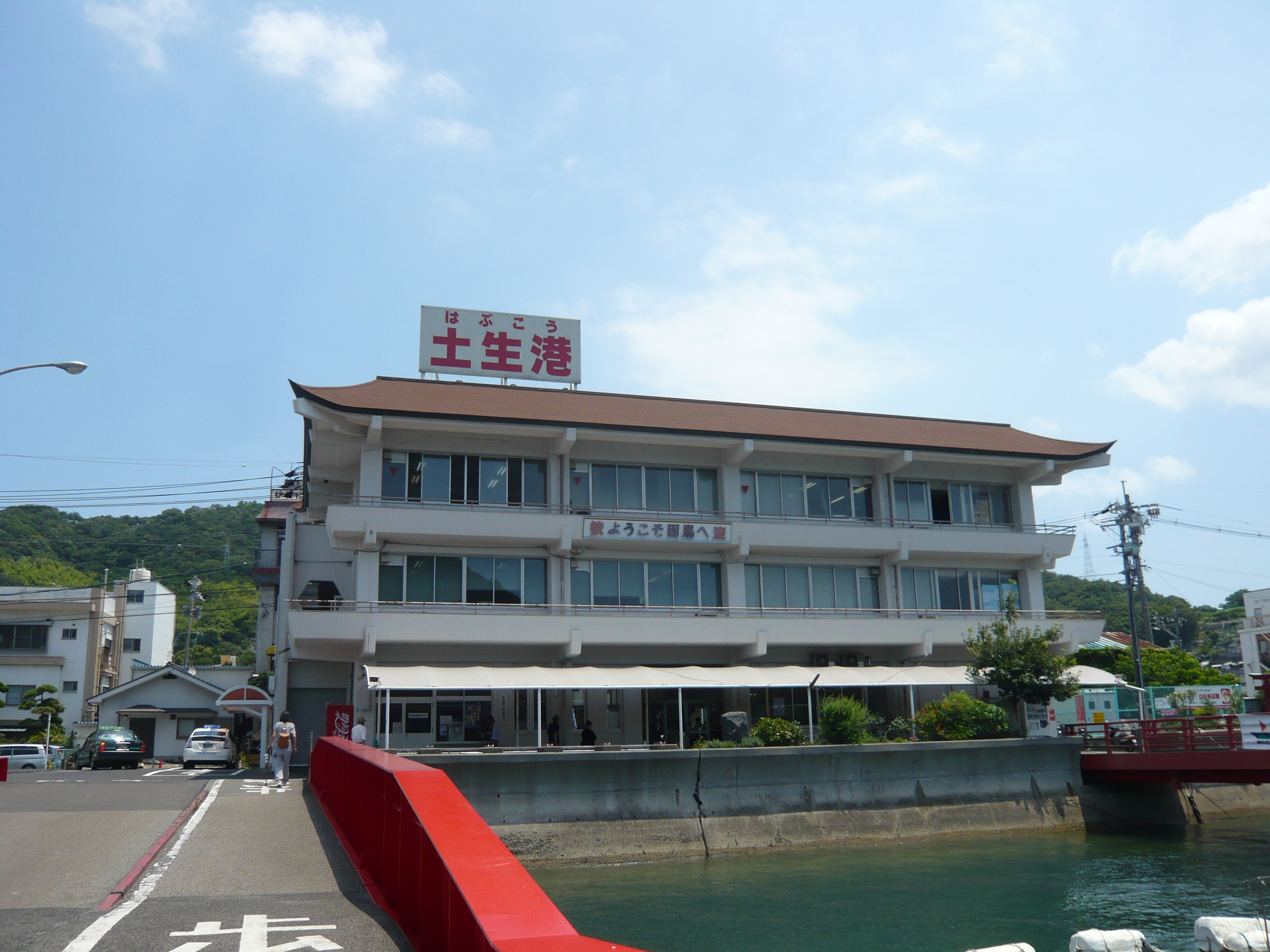
因島土生港ターミナル

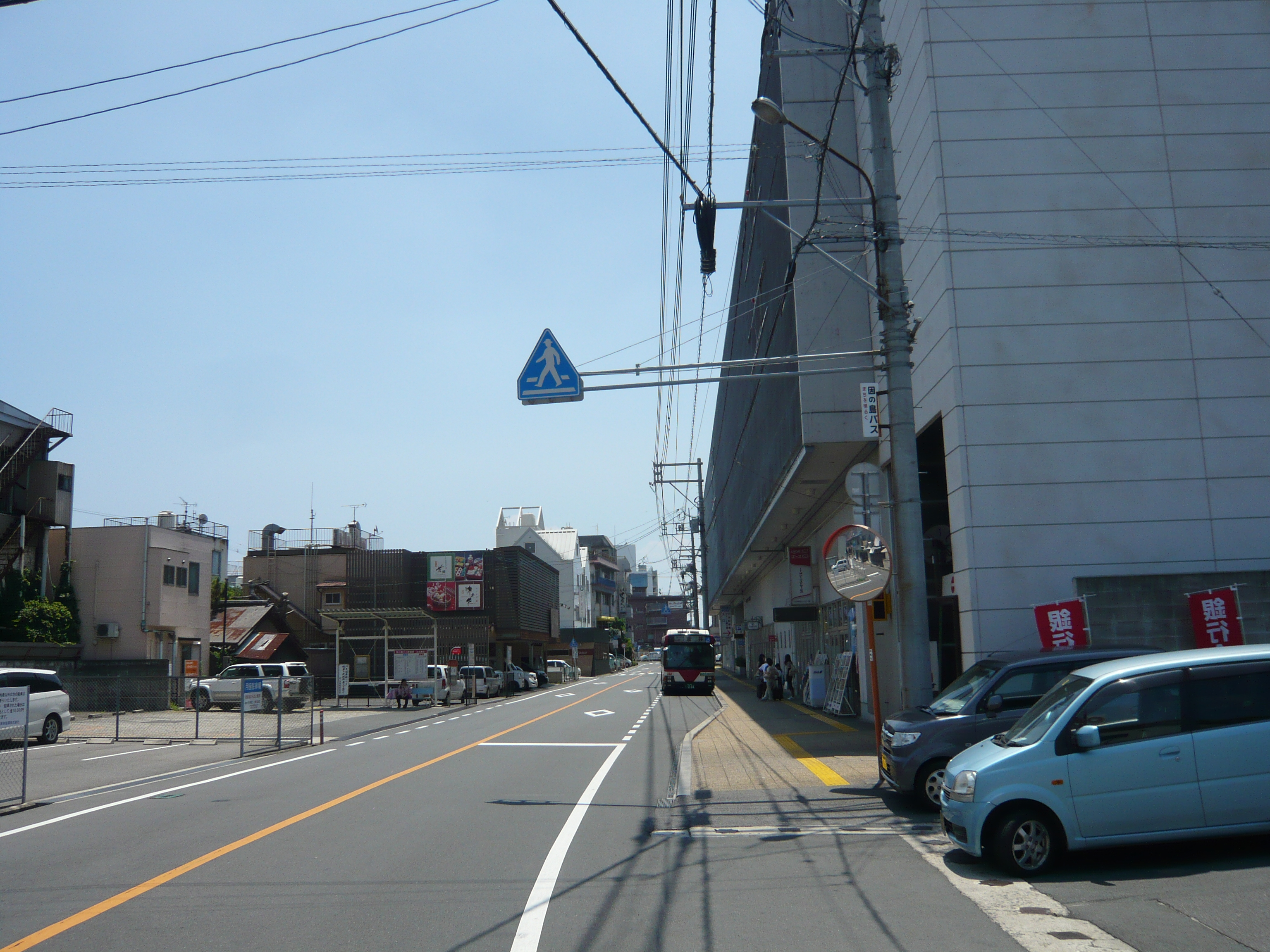
因島土生港ターミナル前

島の南西部にある土生港などから、生名島、弓削島、岩城島、佐島、豊島、高井神島、魚島、伯方島、大島、今治、生口島、佐木島、三原、尾道への航路がある。
- 尾道（駅前） - 尾道（新浜） - 因島（重井東港） - 佐木島（須ノ上） - 生口島（沢港・瀬戸田港）：快速船（瀬戸内クルージング）[63]
- 因島（土生港） - 生名島（立石） - 因島（因島モール桟橋・重井西港） - 佐木島（鷺） - 三原：高速船（土生商船）[64]
- 因島（西浜港 重井西港） - 細島（細）：フェリー（尾道市営渡船）[65]
- 因島（金山港） - 生口島（赤崎）：フェリー（三光汽船）[66]
- 因島（土生港） - 生名島（生名） - 弓削島（弓削） - 佐島（佐島） - 岩城島（岩城） - 伯方島（木浦） - 大島（友浦） - 今治：快速船（芸予汽船）[67] 1日4往復
- 因島（土生港） - 弓削島（弓削） - 豊島（豊島） - 高井神島（高井神） - 魚島（魚島）：ニューうおしま（上島町営）[68] 1日4往復
- 因島（長崎桟橋） - 生名島（立石）：フェリー（生名公営渡船 生名フェリー）
- 因島（家老渡） - 弓削島（上弓削）：フェリー（家老渡フェリー汽船）[69]

### バス

#### 高速バス
- しまなみライナー（広島-今治線） （広交観光・瀬戸内運輸・瀬戸内しまなみリーディング）
  - 因島大橋 - 因島重井BS - （瀬戸田BS - 瀬戸田PA - 大三島BS - 上浦BS - 伯方島BS - 大島BS - 馬島BS - 今治駅前 - 今治桟橋）
- しまなみライナー（福山-今治線） （中国バス・鞆鉄道・瀬戸内運輸・瀬戸内しまなみリーディング）
  - 因島大橋 - 因島重井BS - （瀬戸田BS - 瀬戸田PA - 大三島BS - 上浦BS - 伯方島BS - 大島BS - 馬島BS - 今治駅前 - 今治桟橋）
- フラワーライナー（広島-因島） （広島交通・中国バス・本四バス開発・因の島バス）
  - （広島バスセンター - 新白島駅 - 不動院 - 中筋駅 - 高坂BS） - 因島大橋 - 因島北IC入口 - 鬼岩 - 要橋 - 金山 - 因島モール前 - 宇和部 - 土生港前
- シトラスライナー（福山-因島） （中国バス・本四バス開発・因の島バス）
  - （福山駅前 - 入船町 - 千間土手東 - 広尾 - 千田BS - 福山本郷） - 因島大橋 - 因島北IC入口 - 鬼岩 - 要橋 - 金山 - 因島モール前 - 宇和部 - 土生港前
- キララエクスプレス（福山-松山） （中国バス・本四バス開発・瀬戸内しまなみリーディング・伊予鉄バス）
  - 因島大橋 - 因島重井BS - （瀬戸田BS - 瀬戸田PA - 大島BS - 来島海峡BS - 松山市駅方面）
- いしづちライナー（大阪-神戸-今治） （瀬戸内運輸・阪神バス） しまなみ経由便
  - （大阪梅田 - 神戸三宮） - 因島重井BS

#### 路線バス
- 尾道-因島線（おのみちバス・本四バス開発[70]・因の島バス）
  - （尾道駅前・向島方面） - 因島大橋 - 因島北IC入口 - 運動公園入口（因島重井BS近く） - 因島車庫前 - 鬼岩 - 要橋 - 金山 - 因島モール前 - 宇和部 - 土生港前
- 尾道-瀬戸田線（おのみちバス[71]）
  - （JA尾道総合病院・尾道駅前・向島方面） - 因島重井BS - （生口島・瀬戸田港方面） 1日3-5往復
- 島内バス A便（因の島バス[72]）：長崎-西回り三庄-土生港-大浜/重井
  - 長崎桟橋 - 宇和部 - 因島南小学校前 - 千守 - 小用 - 家老渡 - 土生港前 - 因島モール - 金山 - 要橋 - 医師会病院・入川橋・因島大橋 / 因島高校前・重井西港入口・三和ドック
- 島内バス B便（因の島バス）：重井/大浜-土生港-東回り三庄-長崎
  - 三和ドック・重井西港入口・因島高校前 / 因島大橋・入川橋・医師会病院 - 要橋 - 金山 - 因島モール前 - 宇和部 - 土生港前 - 家老渡 - 小用 - 千守 - 因島南小学校前 - 長崎桟橋
- 三浦線（尾道市[73]）
  - 入川橋 - 外浦 - 鏡浦 - 椋浦 - 千守
- 瀬戸田港-因島土生港線（本四バス開発）
  - （瀬戸田港 - 耕三寺 - （内海造船） - 瀬戸田診療所前 - 生口橋入口 - 赤崎） - 金山 - 因島モール - 宇和部 - 土生港

## 郵便番号
以下郵便番号の順番で住所を表記する。
- 〒722-2101 因島大浜町 いんのしまおおはまちょう
- 〒722-2102 因島重井町 いんのしましげいちょう
- 〒722-2211 因島中庄町 いんのしまなかのしょうちょう
- 〒722-2212 因島鏡浦町 いんのしまかがみうらちょう
- 〒722-2213 因島外浦町 いんのしまとのうらちょう
- 〒722-2321 因島椋浦町 いんのしまむくのうらちょう
- 〒722-2322 因島三庄町 いんのしまみつのしょうちょう
- 〒722-2323 因島土生町 いんのしまはぶちょう
- 〒722-2324 因島田熊町 いんのしまたくまちょう

## ギャラリー

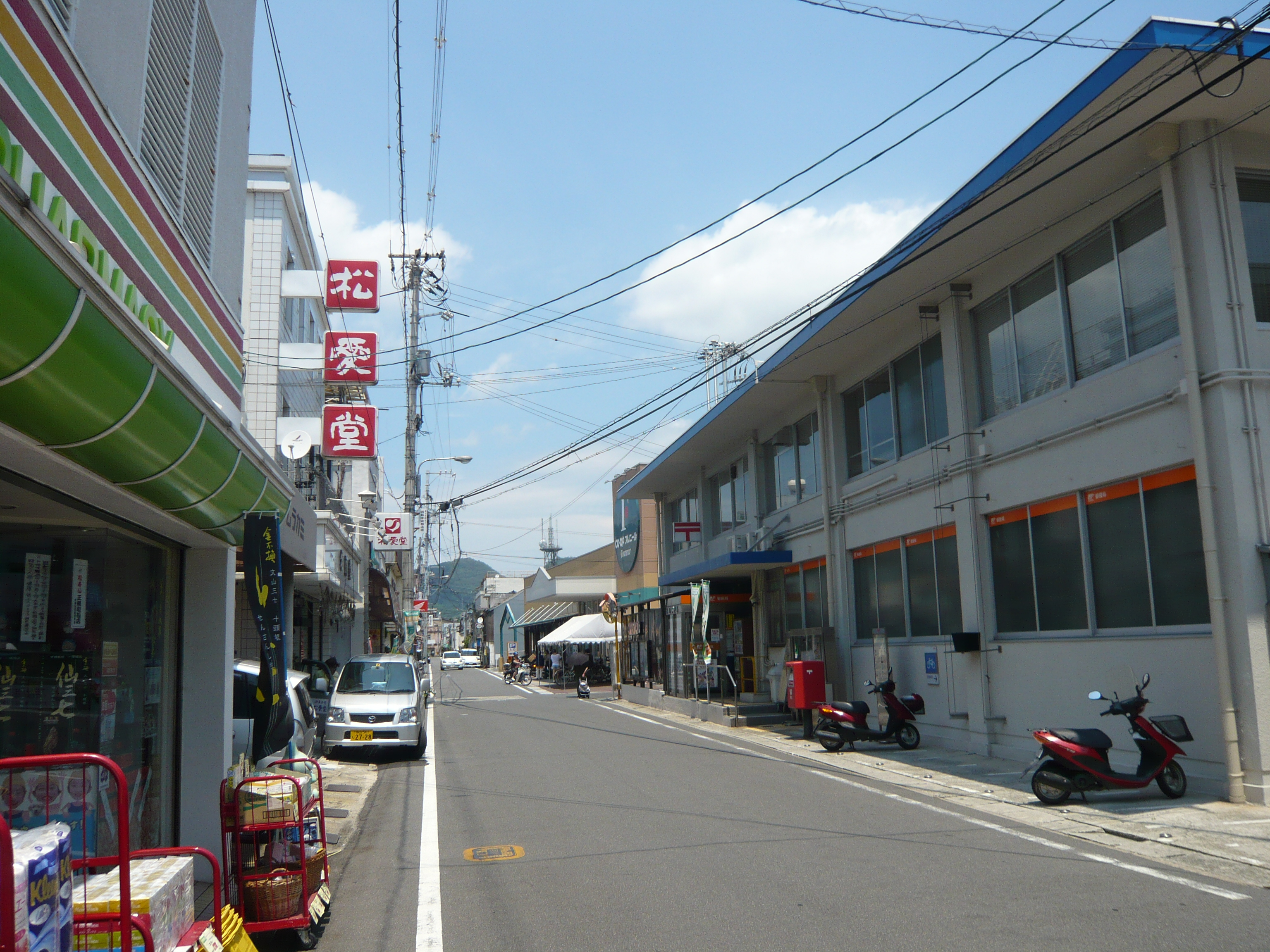
因島郵便局前。商店が立ち並ぶ
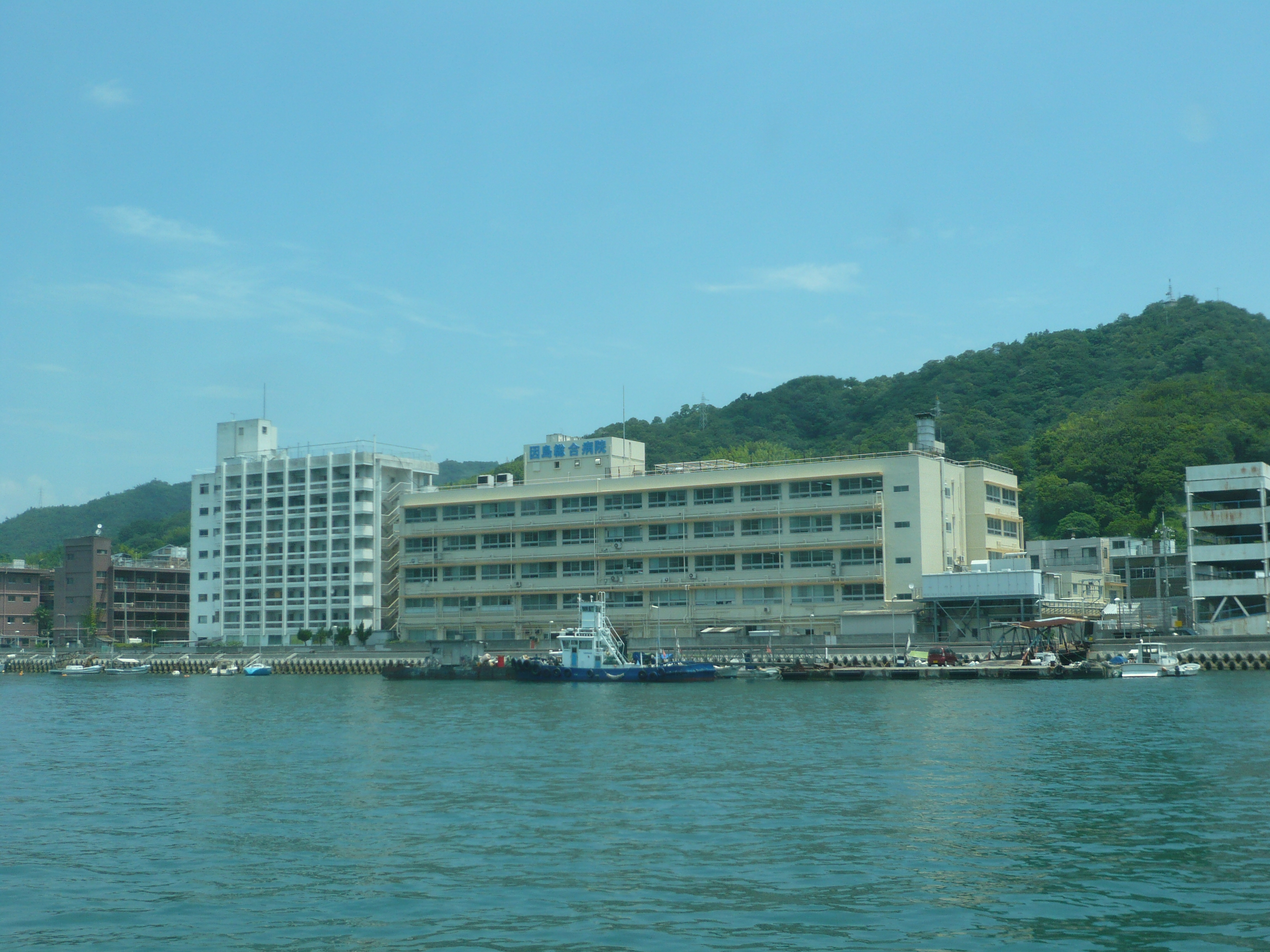
因島総合病院
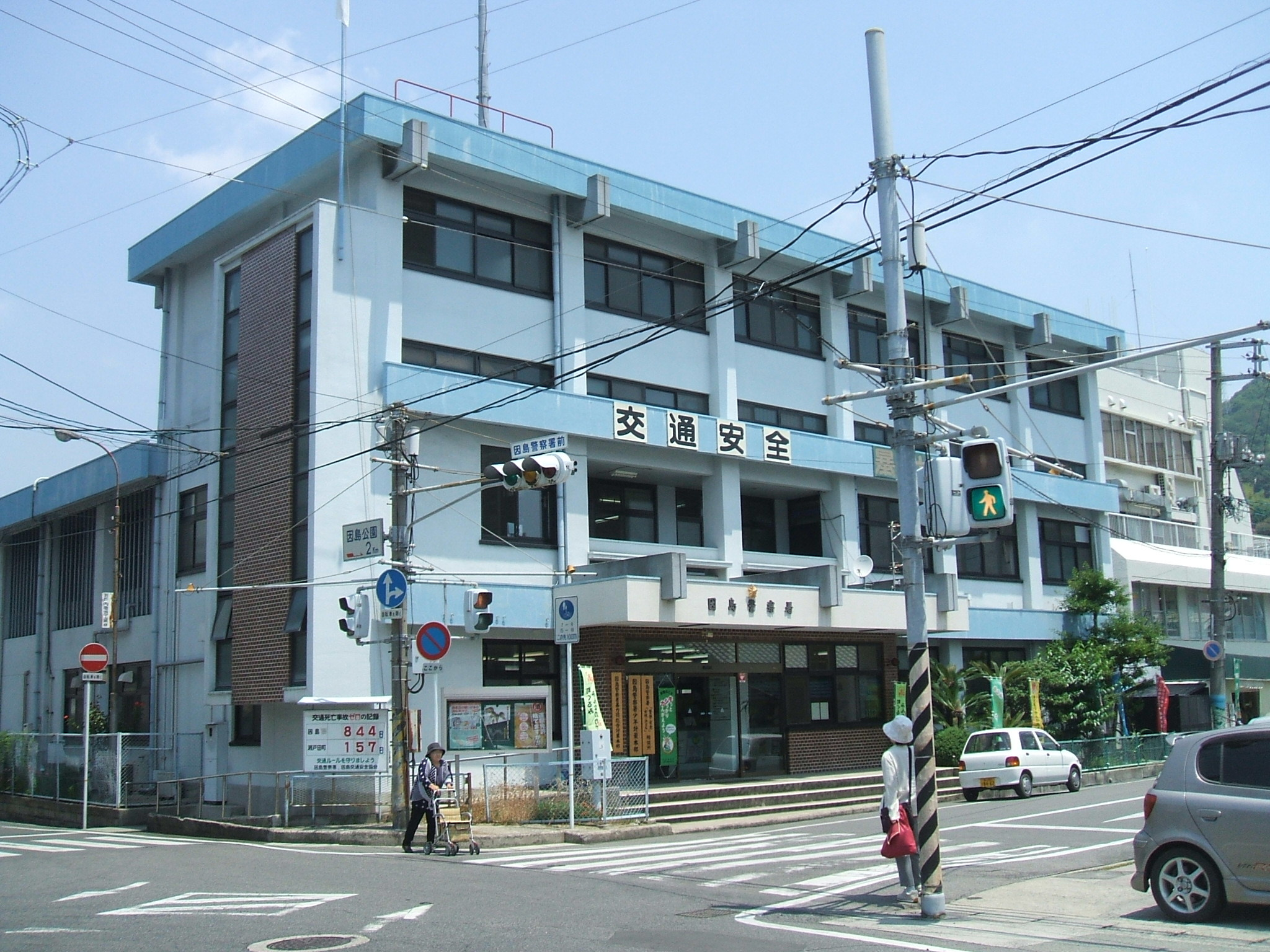
因島警察署
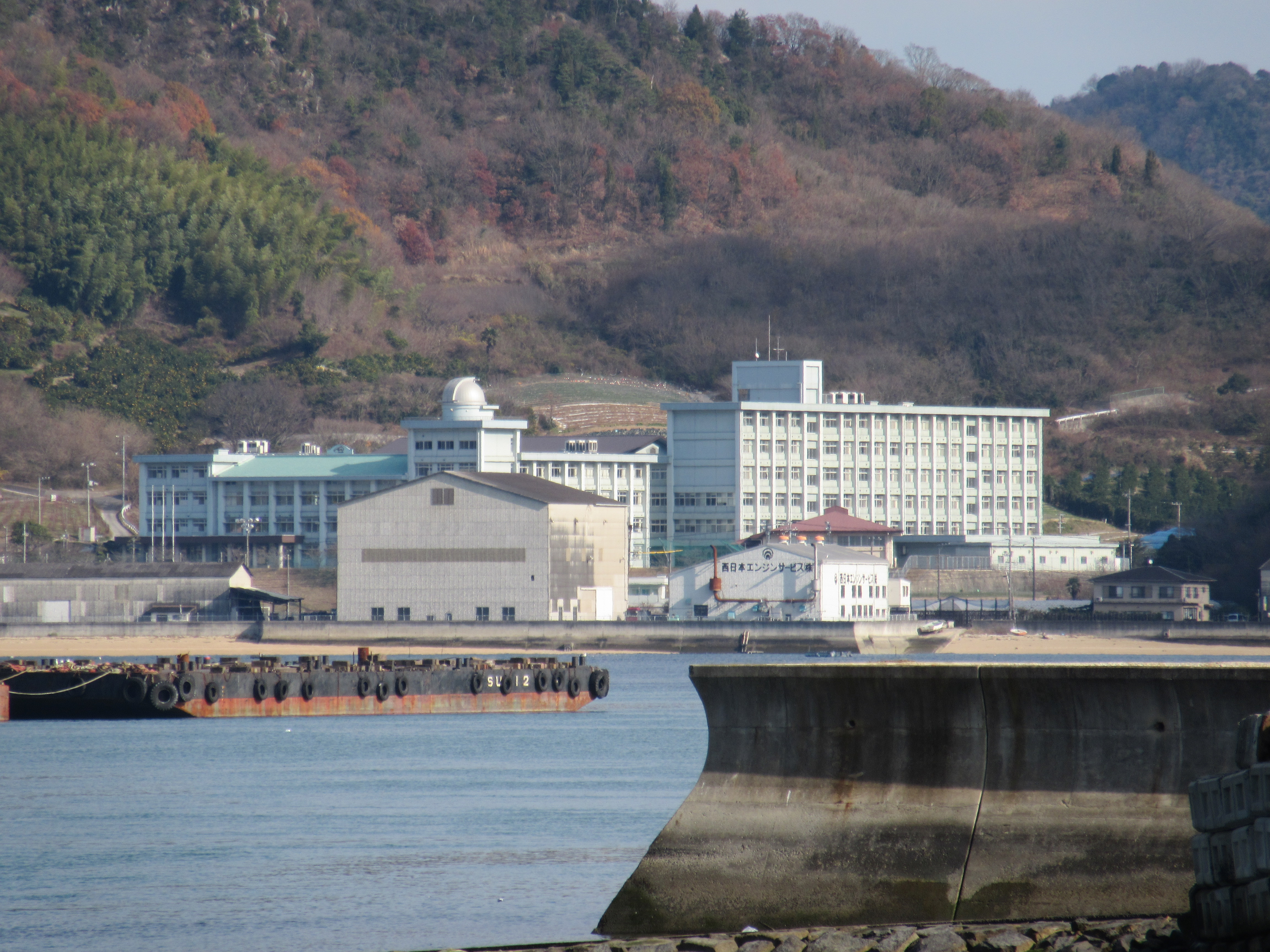
広島県立因島高等学校
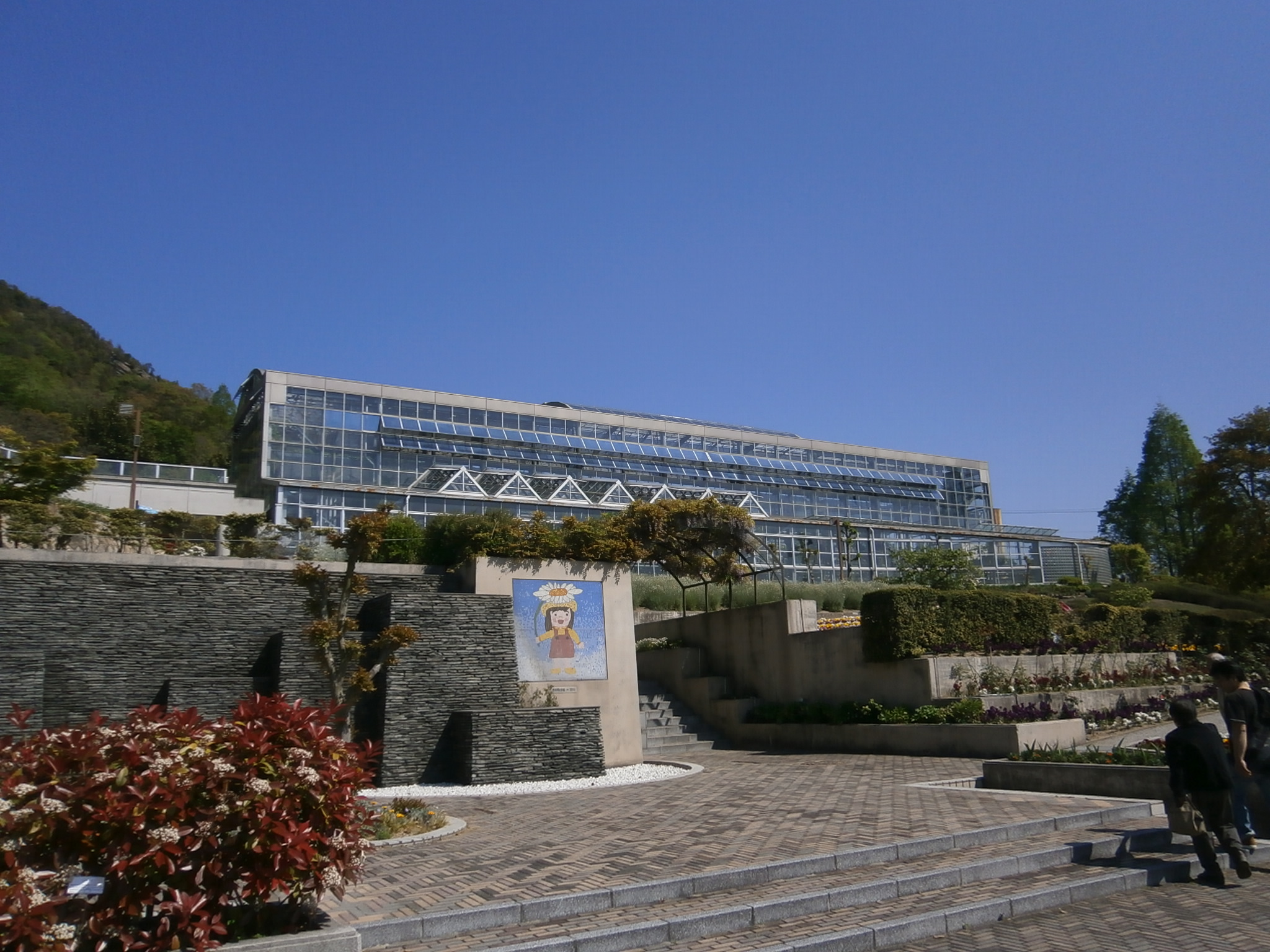
尾道市因島フラワーセンター
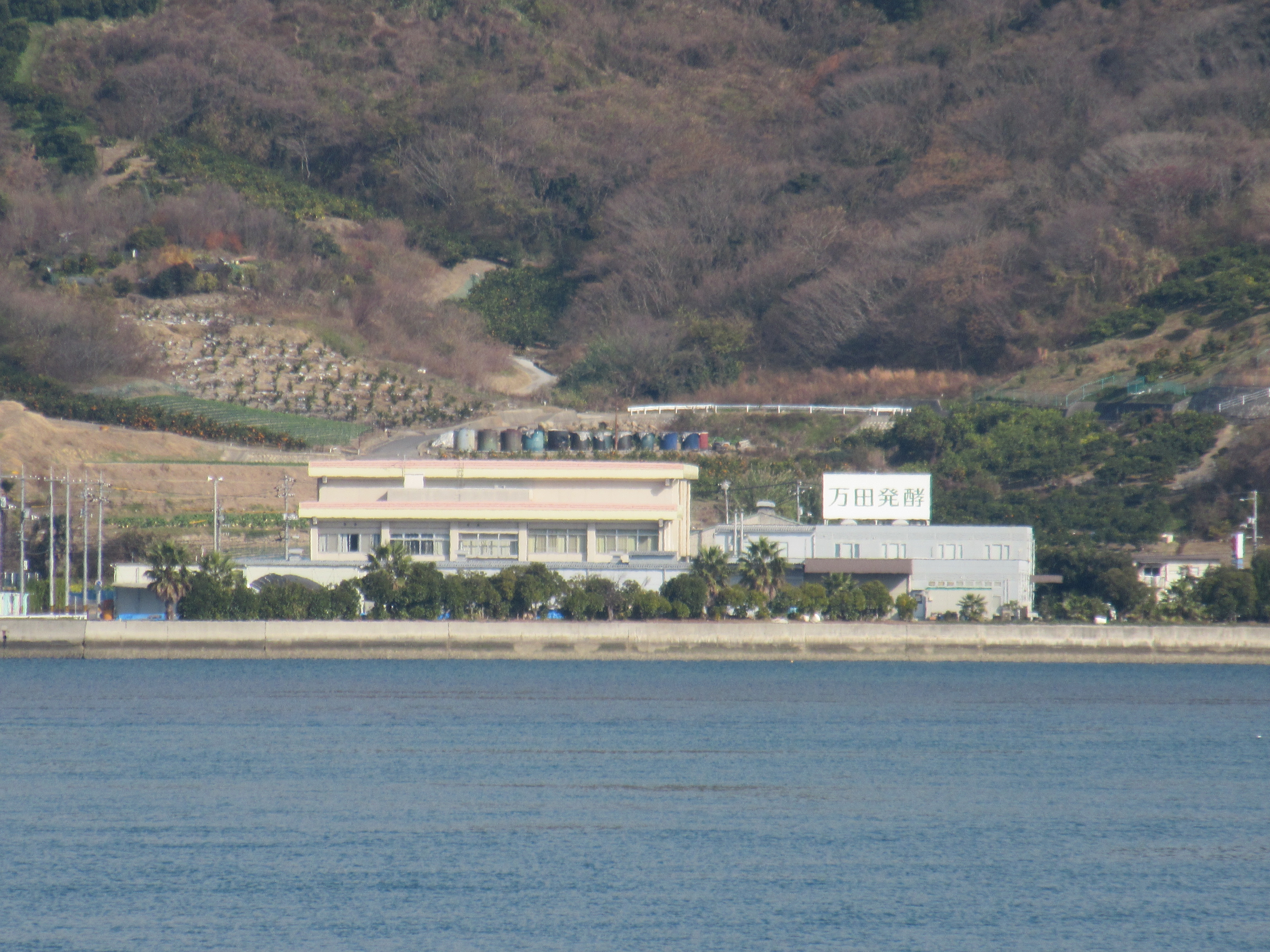
万田発酵

## 参考資料
- 田丸素堂『因島案内』因島案内社、1919年。2016年5月30日閲覧。